# Architecture au Danemark

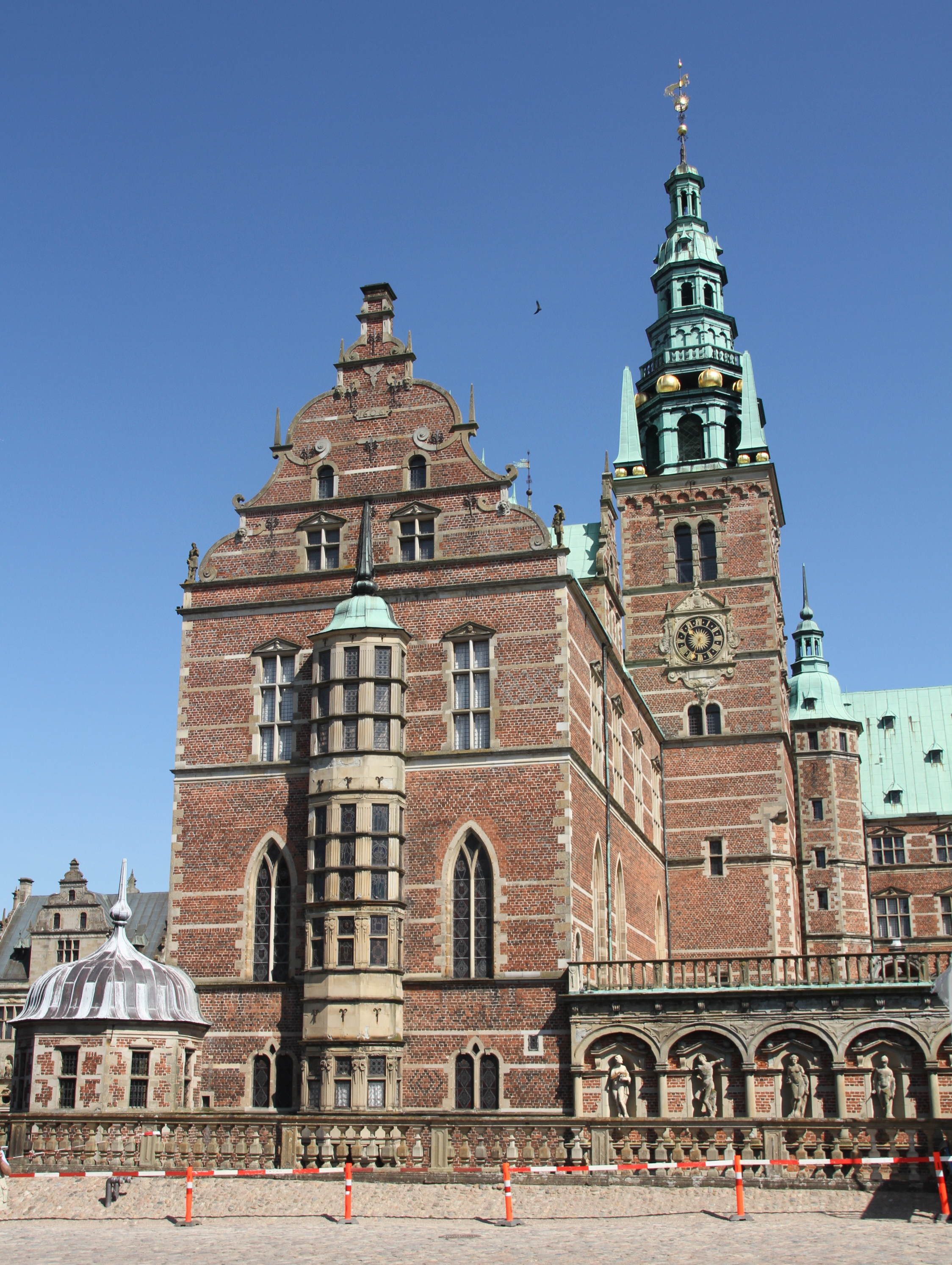
Le château de Frederiksborg.

L'architecture au Danemark trouve sa première expression dans la période viking, dernièrement révélée par les découvertes archéologiques. La tradition constructive danoise s'est solidement établie au Moyen Âge lorsque des églises et des cathédrales d'abord romanes, puis gothiques ont vu le jour à travers tout le pays. C'est à cette époque que, dans un pays où la pierre est peu accessible, la brique devient le matériau de construction par excellence, non seulement pour les églises mais également pour les fortifications et les châteaux.
Sous l'influence de Frédéric II et de Christian IV, tous deux inspirés par les châteaux français, des constructeurs et artisans hollandais et flamands sont invités au Danemark, dans un premier temps pour consolider les fortifications du pays, mais aussi progressivement, notamment à partir de la Renaissance, pour construire de somptueux châteaux royaux et palais. Parallèlement, l'architecture domestique à pans de bois se popularise dans les villes et villages du pays.
Vers la fin de son règne, Christian IV devint également l'un des premiers partisans de la diffusion du baroque, qui devait être amené à se développer, léguant de nombreux édifices de ce style tant dans la capitale qu'en province. Le néoclassicisme qui le remplace provient initialement de France mais a pu être approprié par les architectes danois indigènes qui ont contribué à une expression néoclassique originale. Finalement, au XIXe siècle, l'historicisme supplanta le néoclassicisme, le style romantique national né au courant du siècle a d'ailleurs connu un essor considérable au tournant du XXe siècle.
Ce n'est cependant que dans les années 1960 que les architectes danois sont entrés sur la scène de l'architecture mondiale, en proposant une interprétation singulière de l'architecture fonctionnaliste. Ainsi, c'est un Danois, Jørn Utzon, qui conçut l'opéra de Sydney tandis qu'une agence danoise, Dissing+Weitling, concevait la liaison du Grand Belt. Par ailleurs, de nombreux designers danois furent récompensés au cours du siècle dernier pour leur apport dans le domaine de la conception de meubles notamment.

## Moyen Âge

### Architecture viking

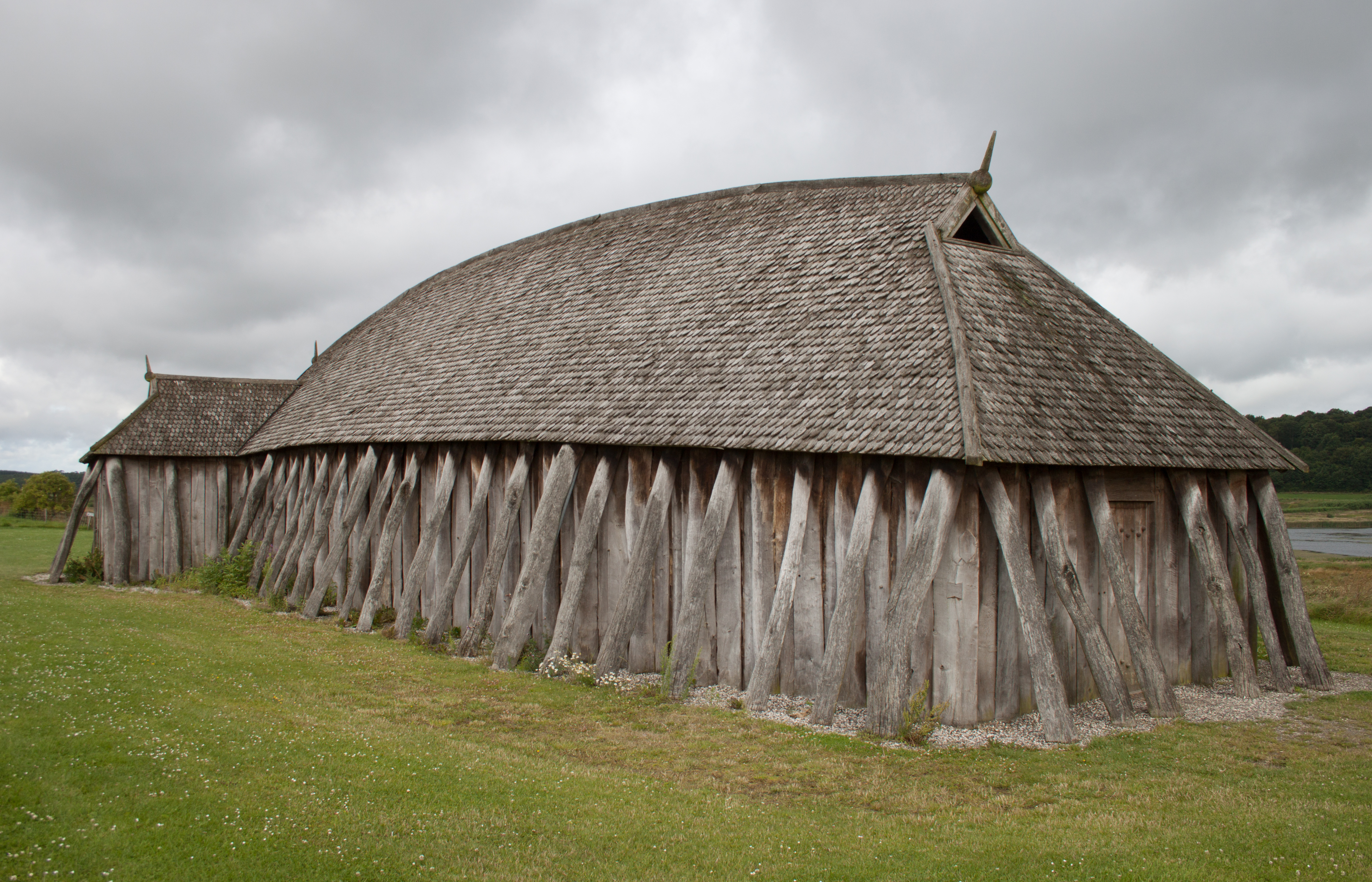
Reconstruction d'une maison viking à Fyrkat.

Des fouilles archéologiques dans diverses régions du Danemark ont permis de comprendre la façon dont les Vikings vivaient. L'un des sites les plus remarquables est Hedeby, qui se situe à environ 45 km au sud de la frontière danoise, près de la ville allemande de Schleswig, et remontant probablement à la fin du VIIIe siècle. Les maisons comptent parmi les habitations les plus sophistiquées de l'époque viking. Des cadres en chêne ont été utilisés pour les murs et les toits étaient probablement en chaume .
Les maisons conçues en anneau, comme celles de Trelleborg, près de Slagelse sur l'île danoise de Seeland, ont une forme plutôt différente, semblable à celle d'un navire, les longs murs bombés vers l'extérieur. Chaque maison se composait d'un grand hall central de 18 mètres par 8 mètres et de deux pièces plus petites, une à chaque extrémité. Les maisons de Fyrkat (vers 980) dans le nord du Jutland faisaient 28,5 mètres de long, et mesuraient 5 mètres de large aux extrémités tandis qu'elles en faisaient 7,5 mètres au milieu, les longs murs se courbant légèrement vers l'extérieur. Les murs étaient constitués de doubles rangées de poteaux, des planches étant également calées horizontalement entre eux. Une série de poteaux extérieurs inclinés vers le mur ont peut-être été employés pour soutenir le bâtiment, jouant le rôle de contreforts.

### Architecture romane

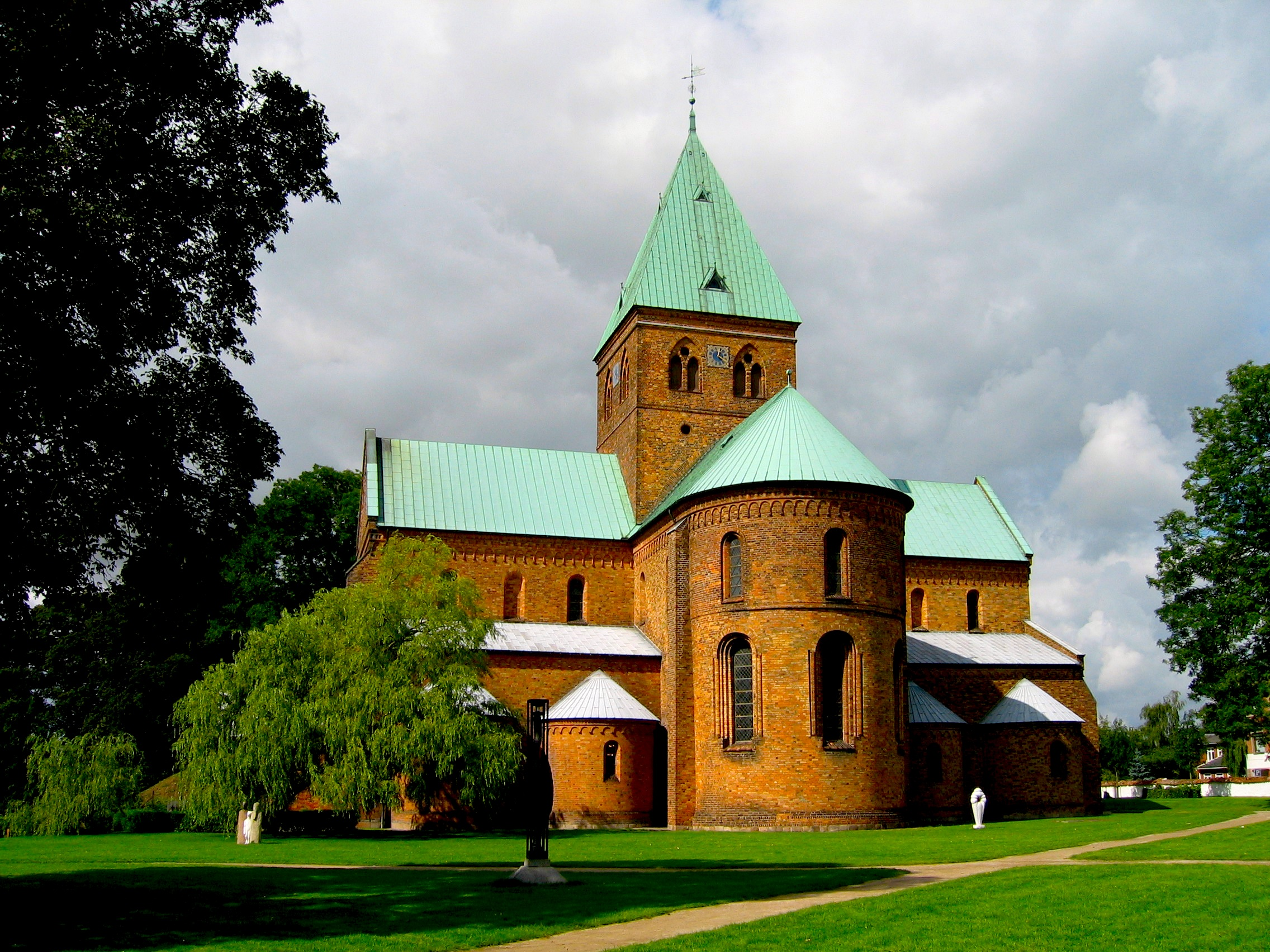
L'église Saint-Bendt à Ringsted, construite en 1170.

Les premières églises du Danemark ont été construites au IXe siècle, elles étaient réalisés en bois et aucune n'est parvenue jusqu'à nous. Des centaines d'églises en pierre d'architecture romane ont été construites aux XIIe siècle et XIIIe siècle. Elles se composaient d'une nef à un seul vaisseau et d'un chevet à plafond plat, éclairées par de petites fenêtres en plein cintre. Les blocs de granit et de calcaire étaient initialement privilégiés pour la construction de ces églises, mais lorsque fut importée la production de briques au Danemark à partir du milieu du XIIe siècle, la brique est rapidement devenue un matériau de choix. Parmi les plus beaux exemples d'édifices romans réalisés en brique figurent l'église Saint-Bendt à Ringsted (vers 1170) et l'église Notre-Dame à Kalundborg (vers 1200), avec ses cinq hautes tours.

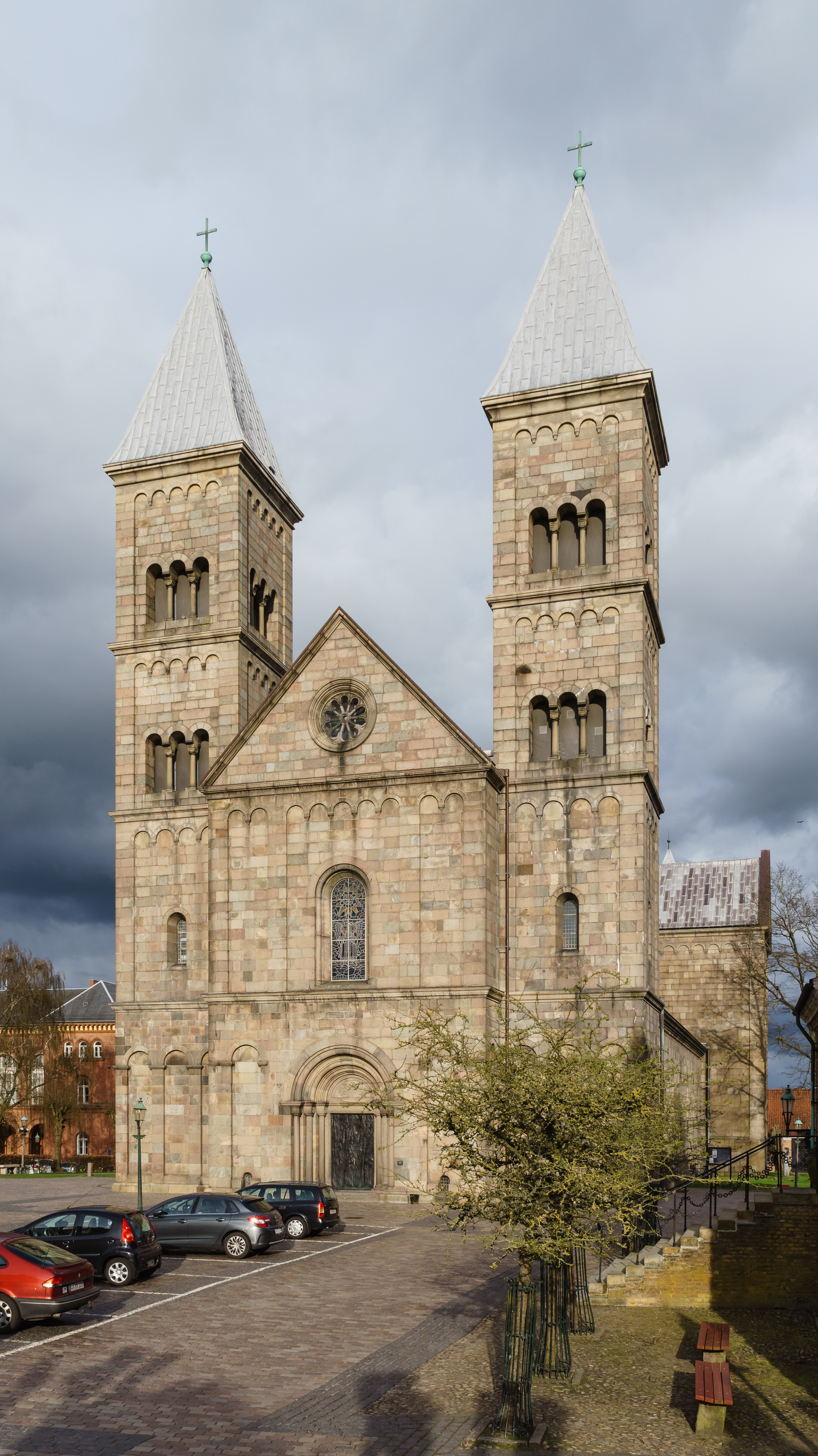
La cathédrale de Viborg.

L'église d'Østerlars sur l'île de Bornholm a été construite vers 1150. À l'instar de trois autres églises sur l'île, c'est une église ronde. L'édifice, de trois étages, est soutenu par un mur extérieur circulaire et une colonne centrale creuse exceptionnellement large.
La cathédrale de Viborg est certainement le monument d'architecture le plus remarquable du Danemark. Sa nef comporte trois vaisseaux ainsi qu'un transept, et est flanquée de quatre clochers, deux appuyés sur la façade principale et deux placés au niveau de l'abside. L'élévation intérieure se décompose en arcades, triforium en arcatures géminées s'inscrivant dans un arc de décharge et clair-étage. Les chapiteaux des colonnettes du triforium sont simplement épannelés, à l'instar de ceux des portails. Les clochers sont de plan carré, selon la tradition latine présente dans le midi de la France et en Italie.
La construction de la cathédrale de Lund en Scanie a commencé vers 1103 lorsque la région faisait partie intégrante du Royaume du Danemark. Ce fut la première des grandes cathédrales romanes danoises en forme de basilique à trois vaisseaux avec transept. Elle semble avoir été liée à des bâtiments allemands antérieurs, bien qu'il y ait aussi des traces d'influences anglo-normandes et lombardes. 
La ville de Ribe, qui s'est dotée d'une grande cathédrale (1150–1250), jouissait grâce à son port de contacts commerciaux étroits avec la région du Rhin en Allemagne. Tant les matériaux, grès et tuf, que les modèles architecturaux en sont issus. Cette cathédrale dispose d'une nef à cinq vaisseaux, mais est inachevée et ne possède qu'un clocher latéral. 
La peinture et la sculpture restèrent pratiquement inexistantes au Danemark durant tout le Moyen Âge, seules les églises de Spentrupt, de Fjenneslev et de Jyllinge présentent des vestiges de fresques où se révèlent les influences byzantines, italiennes et germaniques.

### Architecture gothique

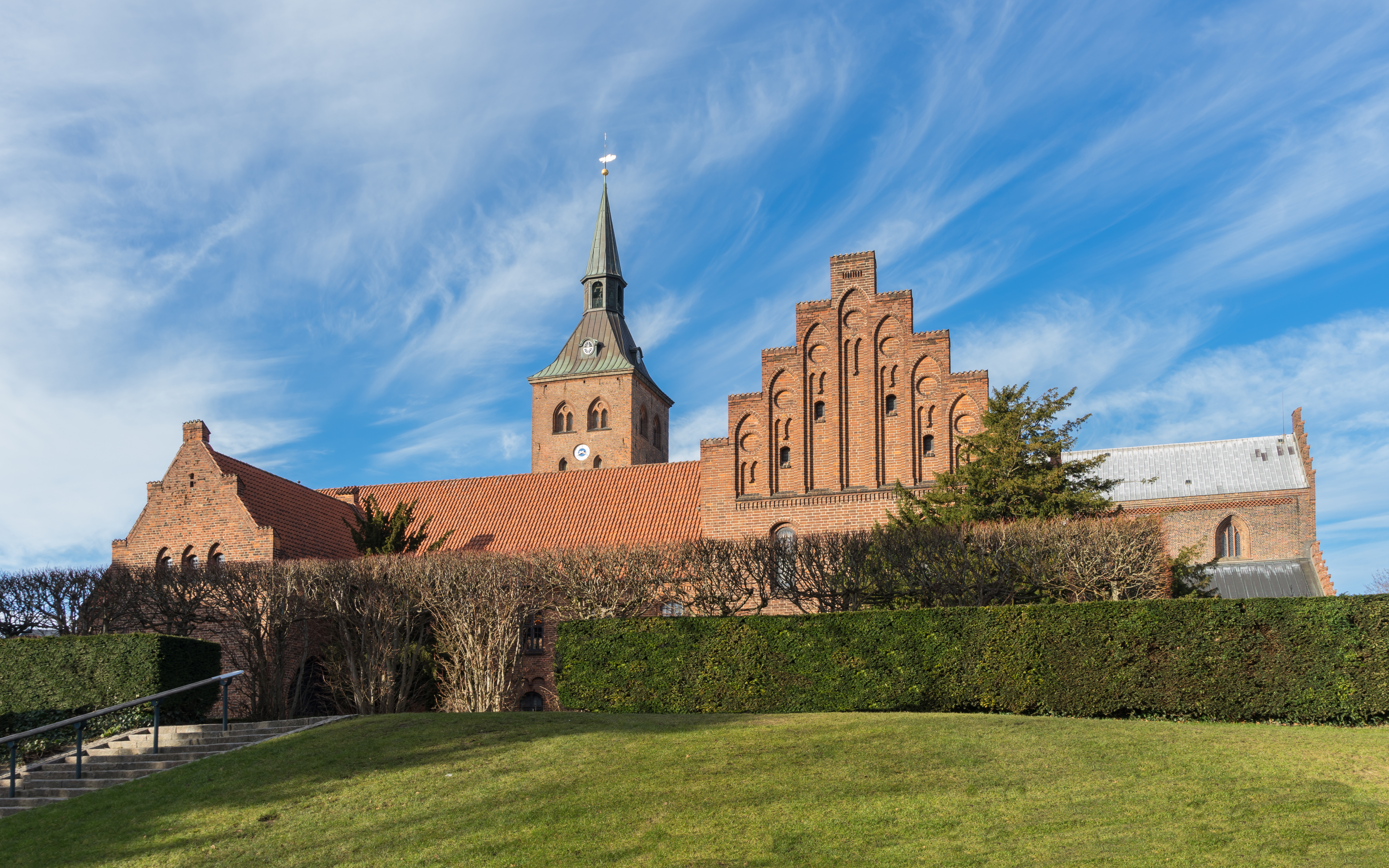
La cathédrale Saint-Knud d'Odense.

Vers la fin du XIIIe siècle, et jusque vers 1500, le style gothique supplante l'architecture romane et est exclusivement employé pour la construction de tout type d'édifice, si bien que la plupart des anciennes églises romanes sont reconstruites ou adaptées à cette nouvelle architecture. Les plafonds plats sont alors remplacés par de hautes croisées d'ogives, les fenêtres s'agrandissent grâce à l'usage de l'arc brisé, des chapelles et des tours sont adjointes et les intérieurs s'enorgueillissent de peintures murales. La brique rouge était un matériau privilégié, comme on peut le voir dans la cathédrale Saint-Canute, construite à Odense entre 1300 et 1499, et dans l'église Saint-Pierre de Næstved. L'église Saint-Canut présente toutes les caractéristiques de l'architecture gothique : arc brisé, arcs-boutants, voûte d'ogives. La luminosité est accrue et la combinaison spatiale de la nef et du chœur se complexifie.

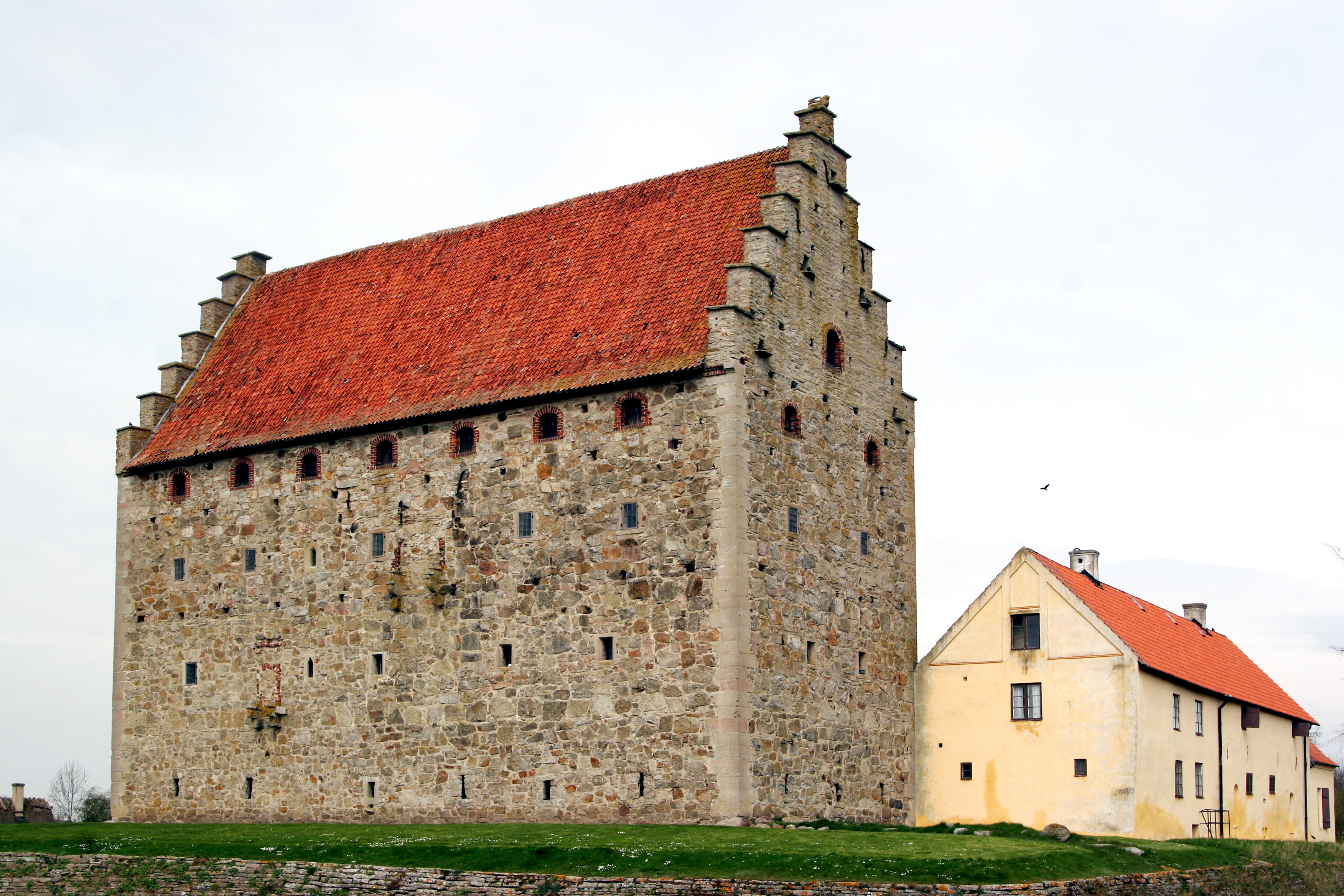
Un château gothique : Glimmingehus (1506).

La cathédrale de Roeskilde ainsi que l'église de Kingstedt sont construites sur le même modèle que la cathédrale de Ribe, elles comportent en effet trois vaisseaux au sein de leur nef et se distingue par l'absence de décoration. La peinture demeure archaïque tout au long de l'époque gothique, bien que la cathédrale d'Aarhus et l'église de Vigerstedt présentent des traces de peinture murale.
Bien que la plupart des édifices d'architecture gothique au Danemark soient des églises et des monastères, il en existe également des représentants dans la construction profane. Glimmingehus (1499-1506), un château de plan rectangulaire de Scanie, présente clairement des caractéristiques gothiques. Il a été commandé par le noble danois Jens Holgersen Ulfstand qui a fait appel aux services d'Adam van Düren, un maître d'Allemagne du Nord qui a également travaillé sur la cathédrale de Lund. Le bâtiment dispose de nombreux éléments défensifs, notamment des parapets, des fausses portes, des couloirs sans issue, des meurtrières pour verser de la poix bouillante sur les assaillants, des douves, des ponts-levis et divers autres pièges mortels pour protéger les nobles contre les soulèvements paysans.

### Construction en pans de bois

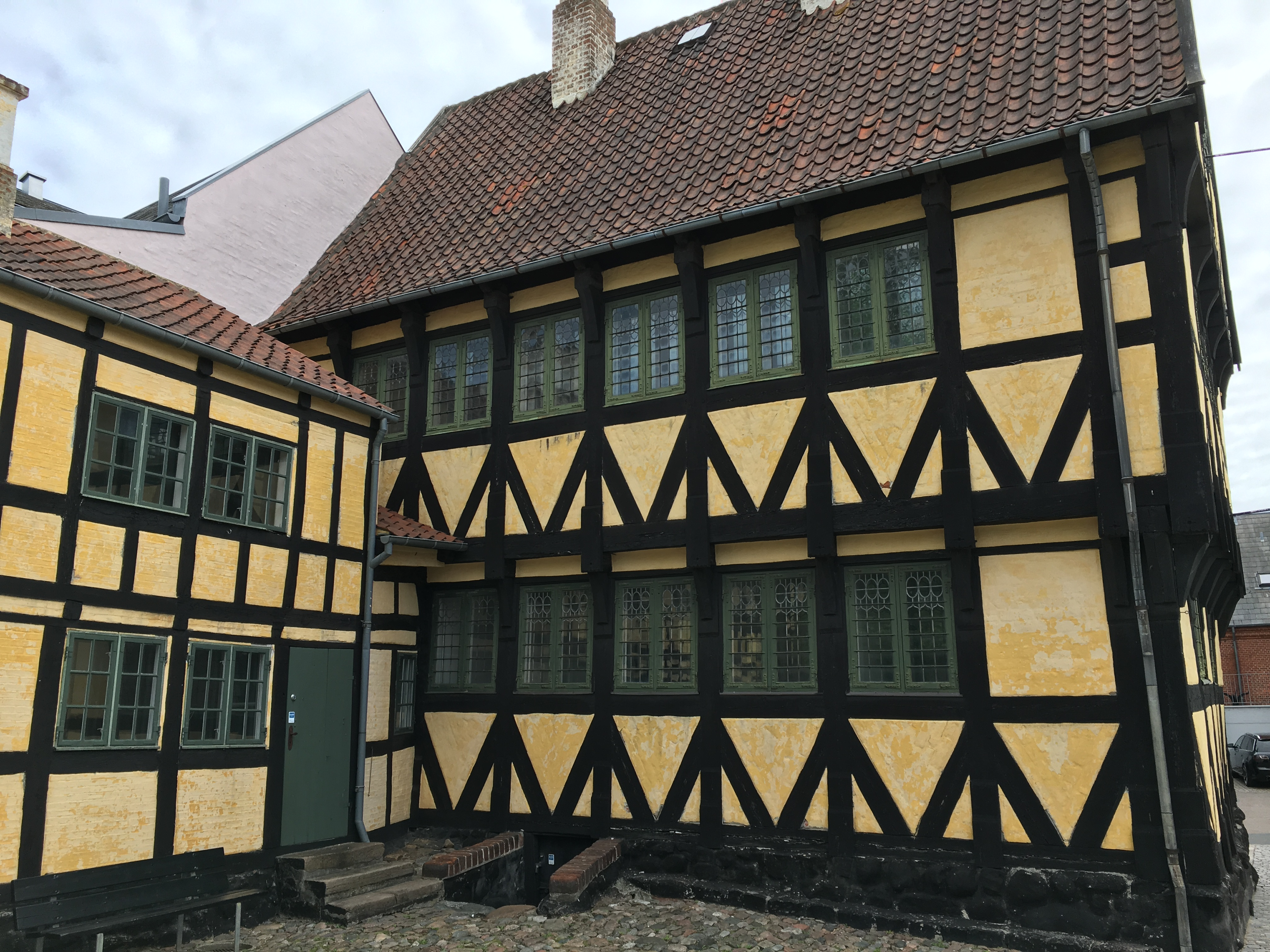
Anne Hvides Gård, Svendborg (1560).

À la fin du Moyen Âge, une lente transition s'amorce dans les méthodes constructives des maisons traditionnelles en bois des villes et villages vers les modèles à pans de bois. L'une des plus anciennes du Danemark est Anne Hvides Gård, une maison de ville à deux étages à Svendborg sur l'île de Fionie, qui a été construite en 1560. Le bâtiment fait maintenant partie du musée de Svendborg.
Ystad, dans le sud de la Suède (en Scanie), qui faisait autrefois partie du Danemark, compte encore quelque 300 maisons à colombages, dont plusieurs d'intérêt historique. La plus ancienne maison à pans de bois du Danemark, construite en 1527, est située à Køge sur la côte est de Seeland.
La vieille ville d' Aarhus, dans le Jutland, dispose d'un musée en plein air, reconstituant un village composé de 75 bâtiments historiques collectés dans toutes les régions du pays. Ils comprennent une variété de maisons à colombages, certaines datant du milieu du xvie siècle.

## Renaissance

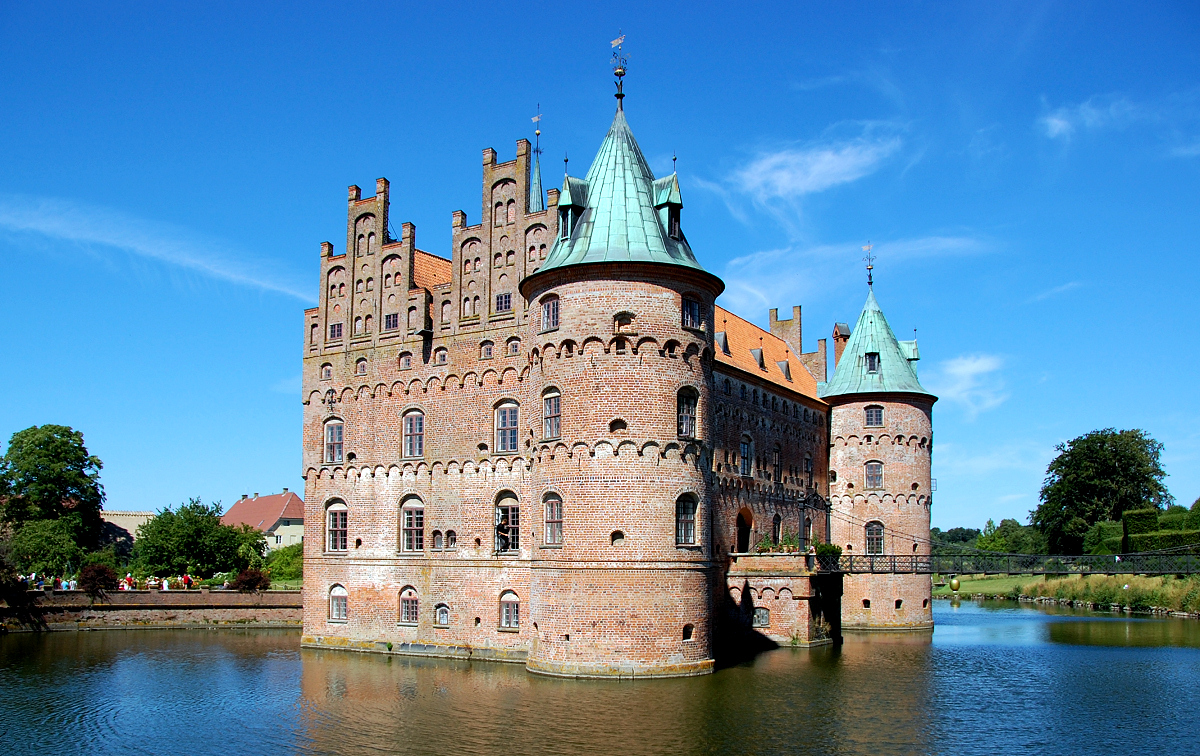
Le château d'Egeskov.

L'architecture de la Renaissance a prospéré sous les règnes de Frédéric II et surtout de Christian IV. Inspirés notamment par les châteaux de la Loire, les architectes flamands présents au Danemark ont conçu des chefs-d'œuvre tels que le château de Kronborg à Helsingør ou encore le palais de Frederiksborg à Hillerød. À Copenhague, le château de Rosenborg (1606-1624) et la Børsen (l'ancienne bourse) construite en 1640 sont les édifices Renaissance les plus remarquables de la ville.

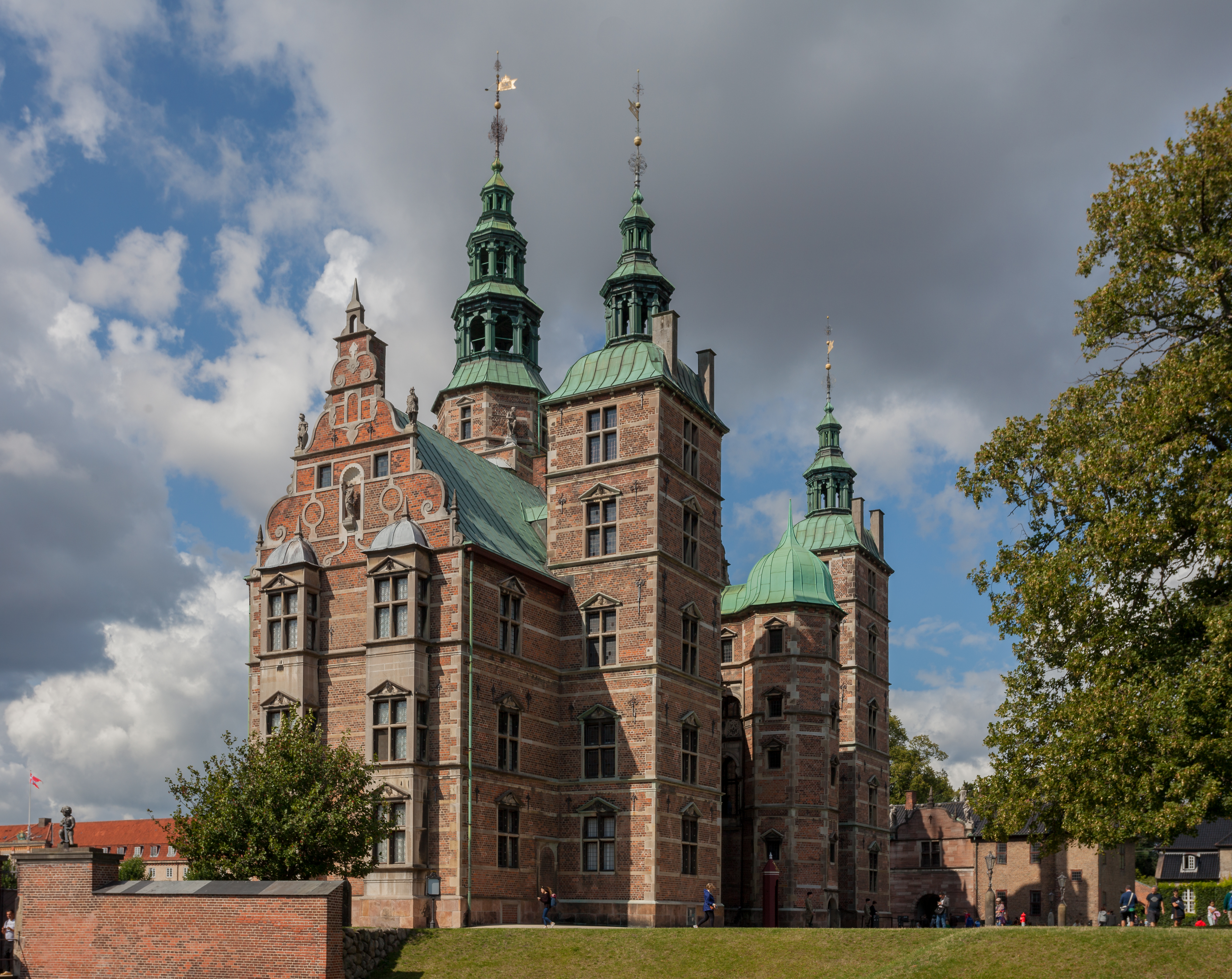
Le château de Rosenborg.

Sous le règne de Frédéric II, le château de Kronborg a été conçu par deux architectes flamands, Hans Hendrik van Paesschen qui a débuté les travaux en 1574 et Anthonis van Obbergen qui les a achevés en 1585. Inspiré d'un château français à trois ailes, il compte finalement quatre ailes. Le château brûla en 1629 mais, sous les ordres de Christian IV, fut rapidement reconstruit sous l'impulsion de Hans van Steenwinckel le Jeune, fils du célèbre artiste flamand. Il est largement reconnu comme l'un des châteaux de la Renaissance les plus remarquables d'Europe et est un site du patrimoine mondial de l'UNESCO.
Le palais de Frederiksborg (1602-1620) à Hillerød est le plus grand palais Renaissance de toute la Scandinavie. Christian IV a fait démolir la majeure partie de l'édifice d'origine construit sous Frédéric II afin que van Steenwinckel complète un château de style français à trois ailes comprenant une aile de basse terrasse construite autour d'une cour. L'expression architecturale et le programme ornemental reflètent clairement les préférences pour la Renaissance hollandaise, comme en témoignent les portails et le décor abondant autour des baies, et en particulier les grands frontons à l'italienne.

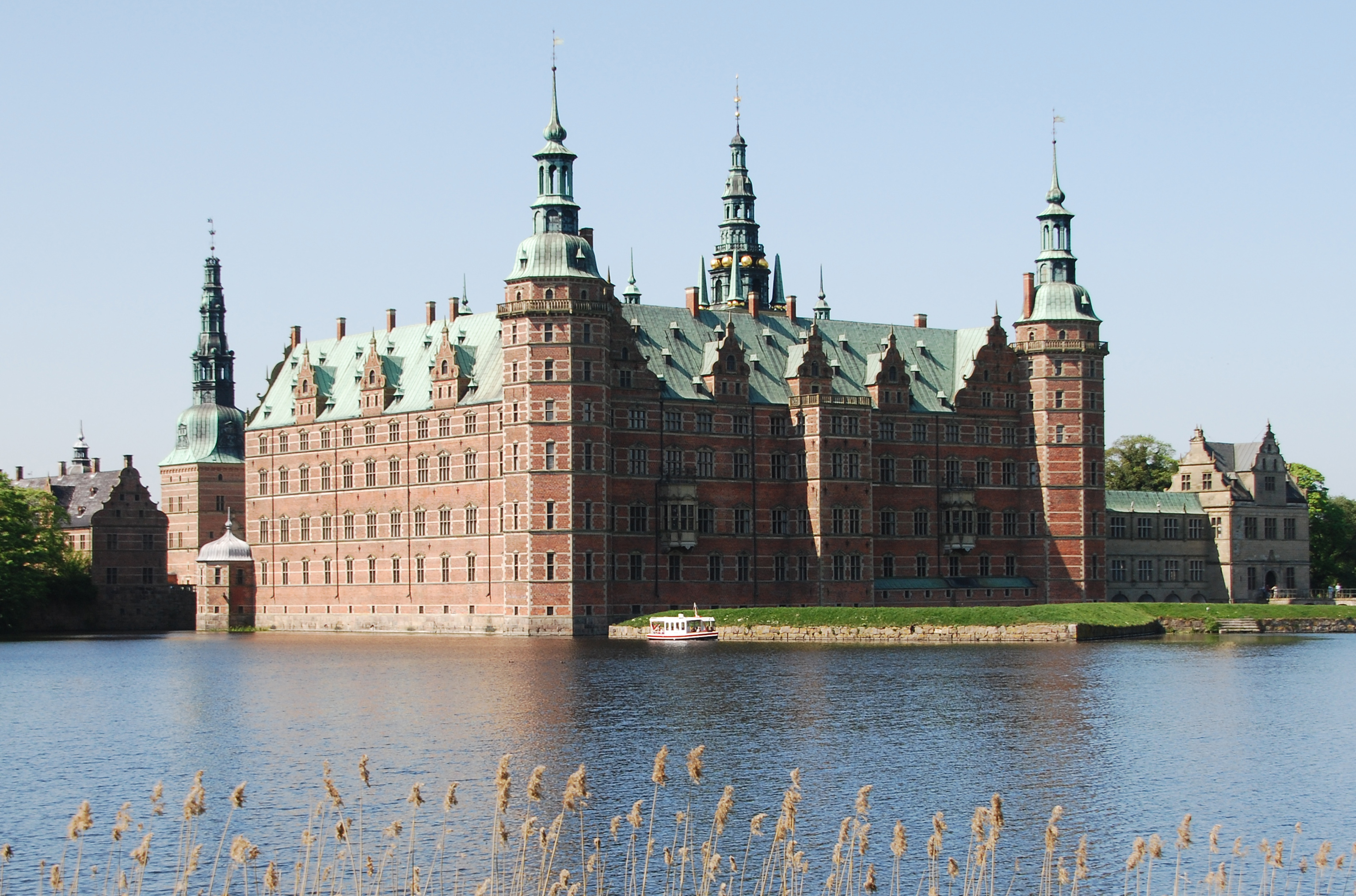
Le château de Frederiksborg.

Le château de Rosenborg à Copenhague, également construit par Christian IV, est un autre exemple du style Renaissance hollandaise alors privilégié. En 1606, le roi fait d'abord construire un pavillon d'été à deux étages sur un site qu'il utilise comme un simple parc. Il prit alors la décision de faire bâtir un édifice beaucoup plus ambitieux, le château, qui se développa par étapes jusqu'à ce qu'il soit achevé en 1624. Précédant le château, le parc de style Renaissance, est le plus ancien jardin royal du Danemark.

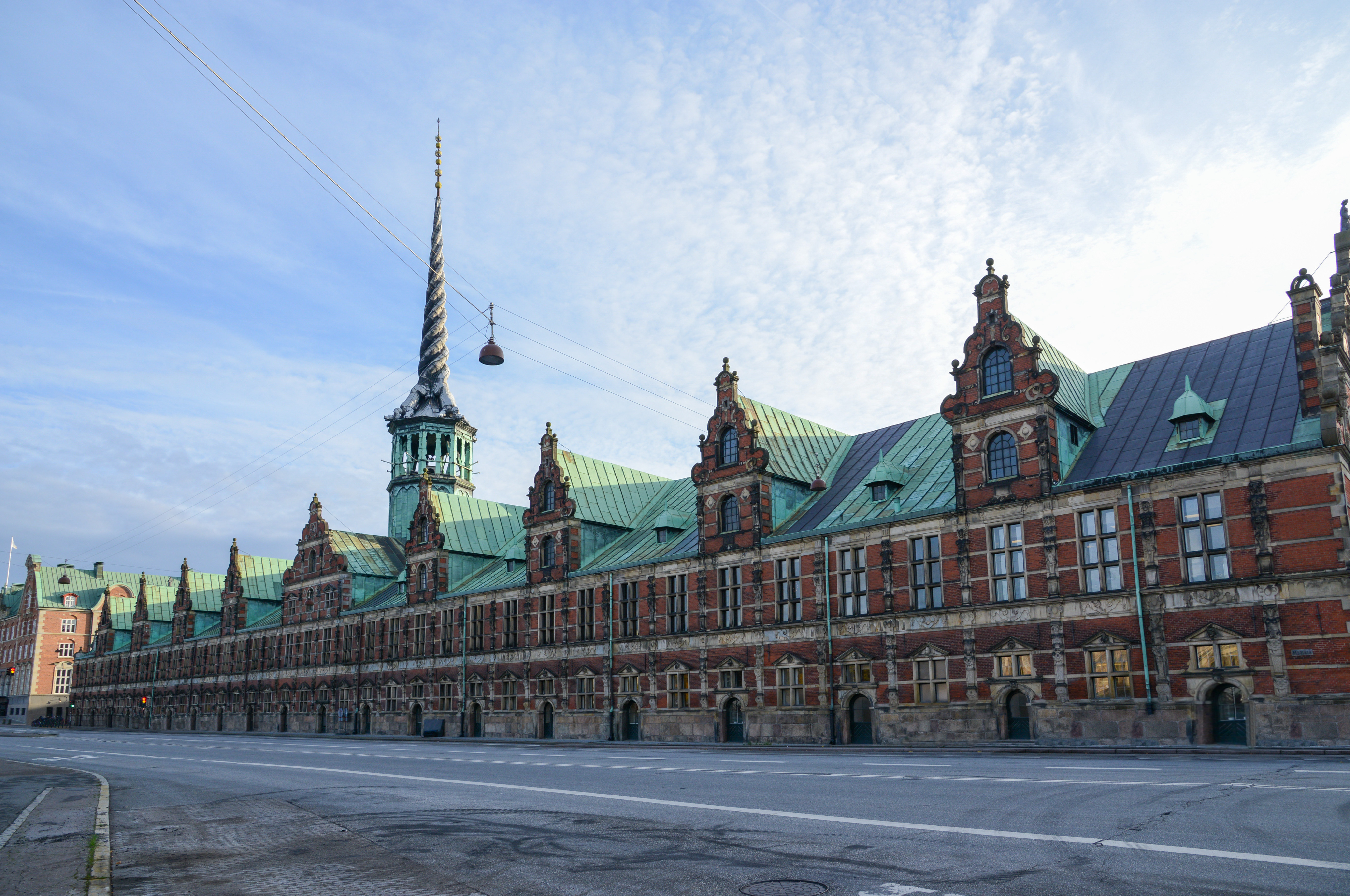
La Børsen à Copenhague.

Parrainée par Christian IV, la Børsen, l'une des premières bourses de marchandises en Europe, a été construite de 1618 à 1624. Elle a été conçue pour souligner la position de Copenhague en tant que métropole commerciale. Inspirés du style de la Renaissance hollandaise, les tours, pignons et mansardes distinctives sur le toit reflètent le goût personnels de Christian IV. La flèche caractéristique du bâtiment ornée de quatre queues de dragon entrelacées et surmontée de trois couronnes, symbolise la composition tripartite du Royaume du Danemark d'alors, qui comprenait la Norvège et la Suède.

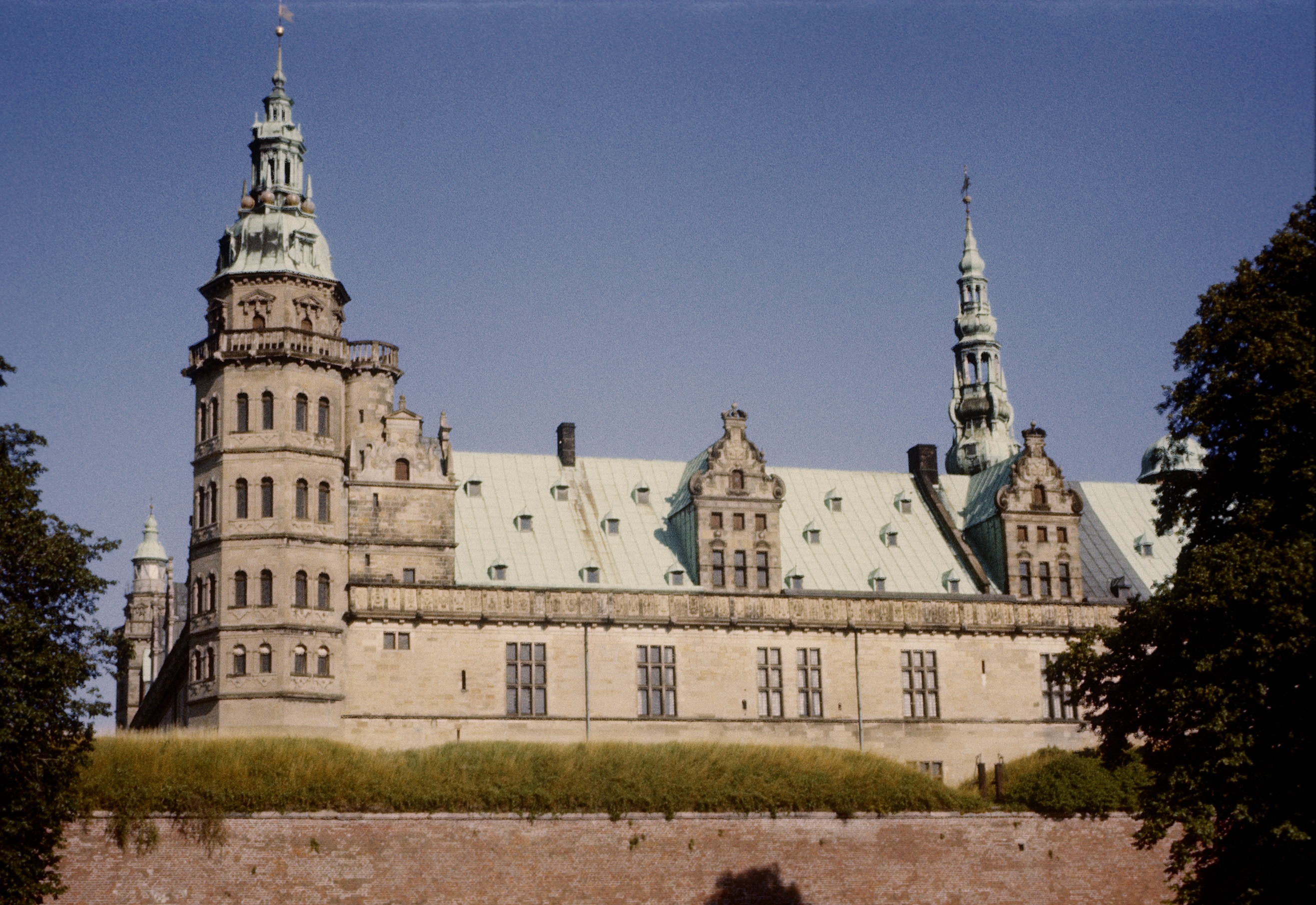
Le château de Kronborg.

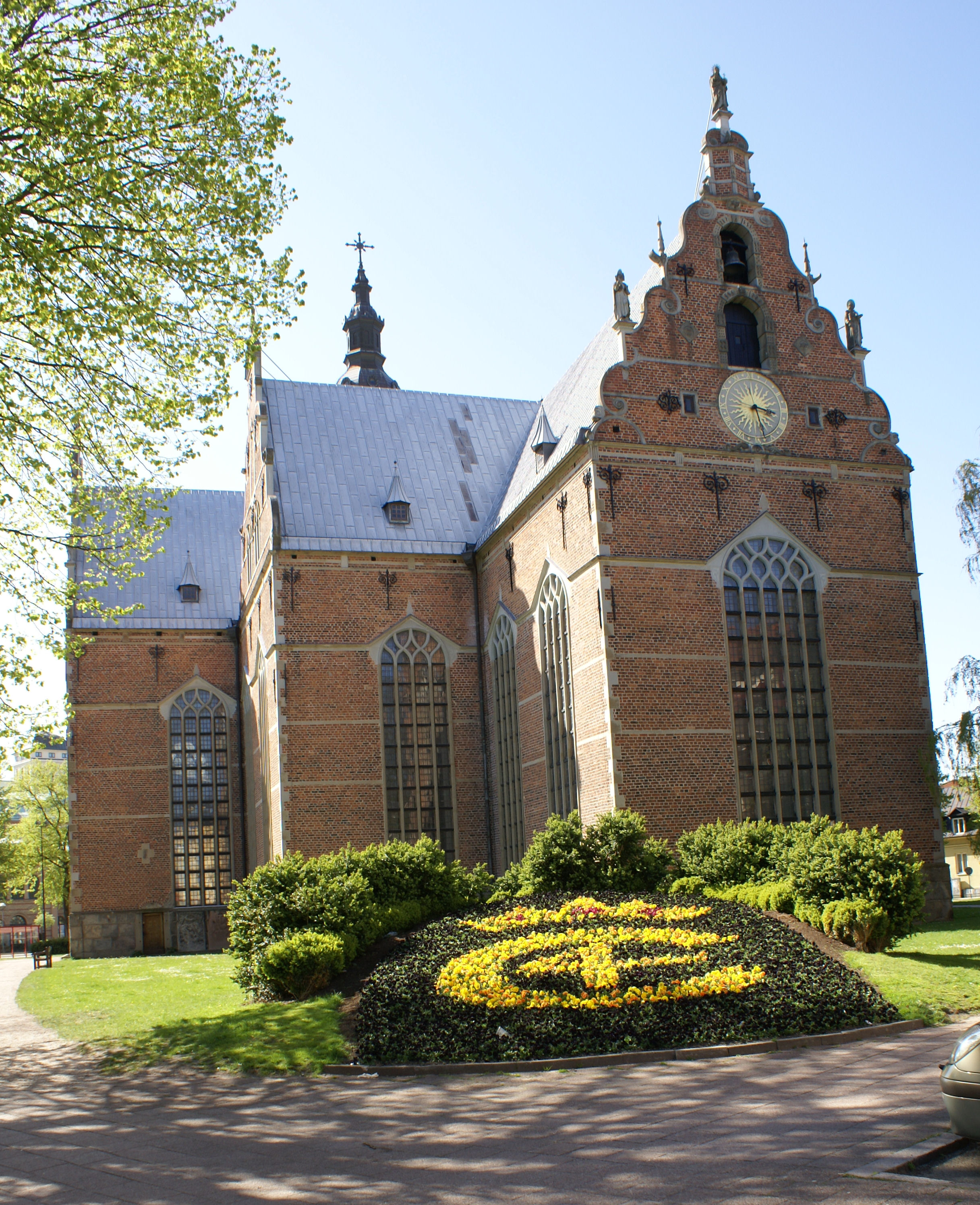
L'église de la Trinité de Kristianstad.

En 1614, Christian IV décida la construction de l'ancien Kristianstad en Scanie, achevant nombre des bâtiments de cette ville dans le style Renaissance. L'église de la Trinité (1618-1628), conçue par l'architecte flamand-danois Lorenz van Steenwinckel, est particulièrement impressionnante. Elle compte parmi les plus belles églises de la Renaissance en Scandinavie.
Christian IV a également lancé un certain nombre de projets en Norvège, qui étaient eux-aussi largement inspirés par l'architecture de la Renaissance. Il a notamment établi des opérations minières à Kongsberg et Røros. Après un incendie dévastateur en 1624, la ville d'Oslo a été déplacée vers un nouvel emplacement et reconstruite selon le modèle de la ville fortifiée, selon un plan orthogonal cerné de remparts, et rebaptisée Christiania. Le roi Christian a également fondé la ville commerçante de Kristiansand, en lui donnant à nouveau son nom.
Alors que les grandes maisons construites en pierre devenaient de plus en plus courantes en ville, les fermes se construisaient toujours selon la techniques des pans de bois, mais le logis pouvait être construit en pierre selon les ressources locales.
Holbæk, dans le nord-ouest du Seeland, a commencé à se développer vers la fin du Moyen Âge. Sa prospérité atteint son paroxysme au XVIIe siècle lorsque le maïs cultivé localement était vendu en Allemagne et aux Provinces-Unies. Les maisons à pans de bois qui forment aujourd'hui le musée datent de cette époque et donnent un aperçu du fonctionnement de la ville à l'époque.

Les presbytères danois de cette période étaient généralement construits selon le même modèle que les fermes à pans de bois, en adoptant des dimensions plus importantes cependant. Ainsi, le presbytère de Kølstrup près de Kerteminde dans le nord-est de Funen constitue un exemple caractéristique. Le logis lui-même est un simple bâtiment à pans de bois au toit de chaume bâtie devant une grande cour rectangulaire adjointes de dépendances.

## Fin duXVIIesiècleetXVIIIesiècle

### Architecture baroque

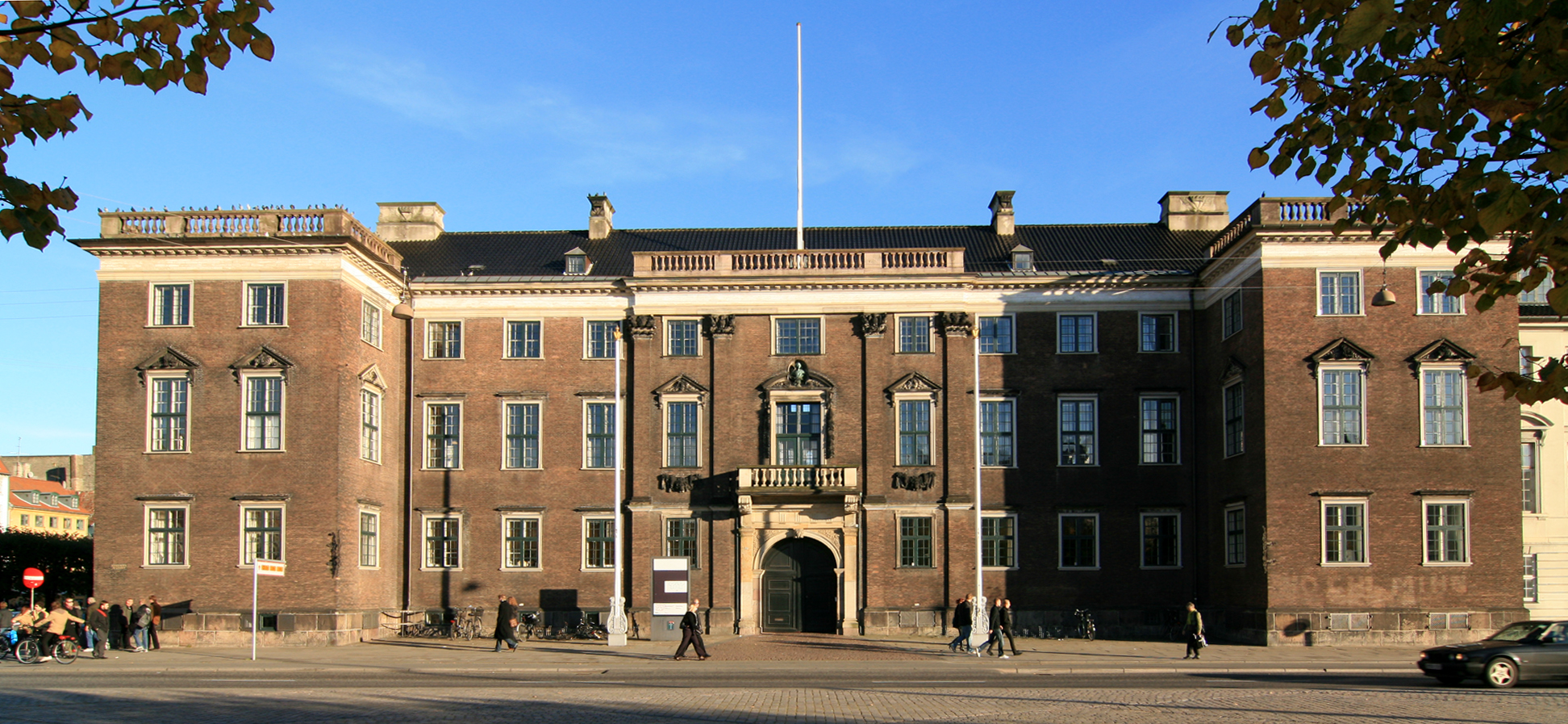
Le palais de Charlottenborg.

Comme à l'époque de la Renaissance, c'est à nouveau principalement l'influence hollandaise qui prédomine à travers l'architecture baroque pourtant originaire d'Italie, souvent réinterprétée sous le prisme français. La symétrie et la régularité étaient les principales préoccupations, souvent mises en valeur par un avant-corps central en saillie sur la façade principale.
La tour ronde de Copenhague était également l'un des projets de Christian IV après avoir financé un observatoire proposé par l'astronome Tycho Brahe . Sous la direction initiale de Hans van Steenwinckel qui a étonnamment adapté la conception de cet édifice au baroque néerlandais, la tour a été achevée en 1642, haute de 40 m. Les briques, spécialement commandées à des fabriques néerlandaises, étaient d'un type mince et dur, connu sous le nom de muffer ou mopper. Une rampe en spirale de 210 mètres de long mène au sommet, offrant une vue panoramique sur Copenhague. La Tour Ronde est le plus ancien observatoire encore en activité en Europe. Jusqu'en 1861, il était utilisé par l'Université de Copenhague, mais aujourd'hui, l'observation est publique.

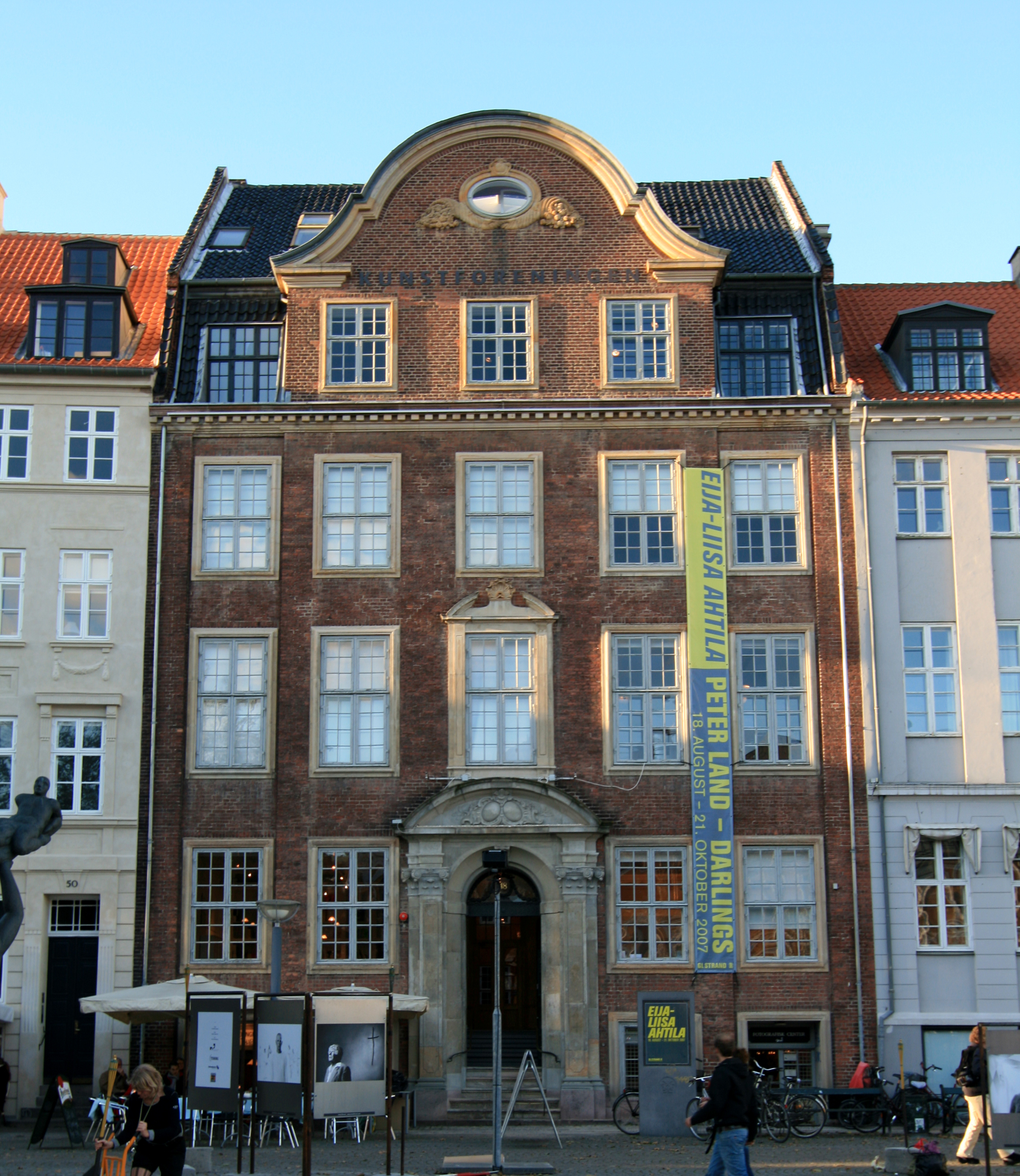
Gammel Strand 48, construite en 1750 à Copenhague.

Nysø Manor (1673) près de Præstø au Seeland a été construit pour le fonctionnaire local Jens Lauridsen. C'était la première maison de campagne construite dans le nouveau style baroque au Danemark, supplantant le style Renaissance antérieur. L'inspiration est venue de Hollande et l'architecte était probablement Ewert Janssen.
L'un des plus grands concepteurs de l'époque baroque était l'architecte danois Lambert van Haven dont le chef-d'œuvre était l'église de Notre-Sauveur de Copenhague (1682-1696), au plan en croix grecque. La façade est rythmée par des pilastres d'ordre toscan s'étendant sur toute la hauteur du bâtiment. D'autres caractéristiques telles que la flèche torsadée n'ont cependant été entreprises que sous le règne de Frédéric V. C'est Lauritz de Thurah qui a finalement achevé le bâtiment en 1752.
Charlottenborg (1672-1683), sur Kongens Nytorv au centre de Copenhague, constitue le plus important édifice baroque subsistant au Danemark sans avoir subi de modifications. Van Haven a peut-être été impliqué dans sa conception bien qu'Ewert Janssen soit généralement crédité du travail. Plusieurs autres manoirs au Danemark ont pris ce château comme modèle.

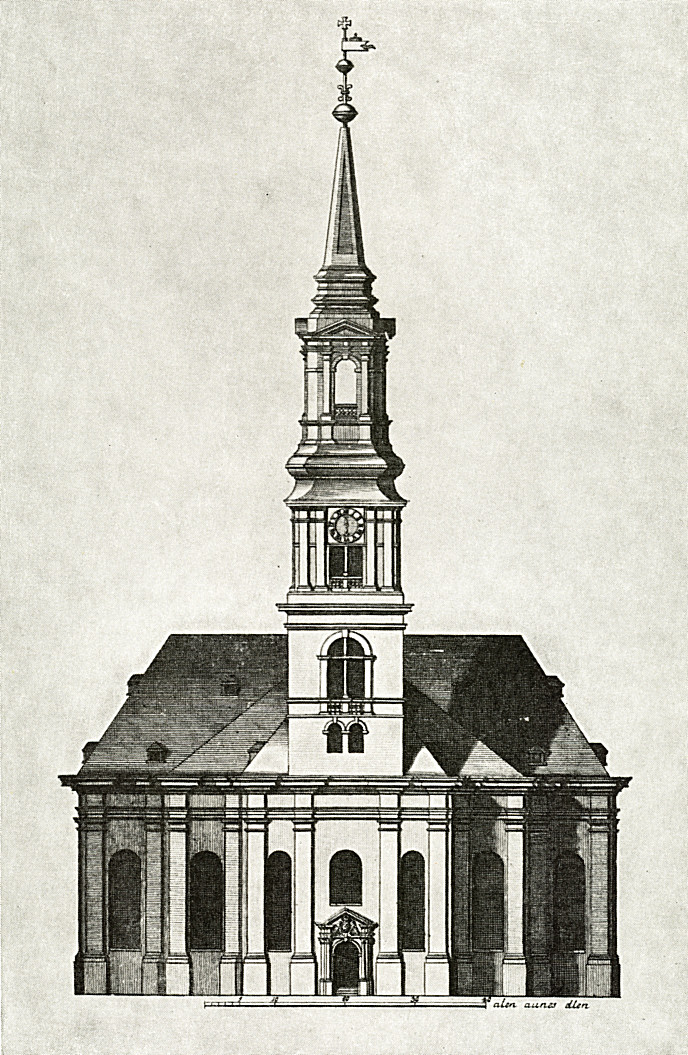
Elévation de l'église de Notre-Sauveur.

C'est Henrik Ruse, un ingénieur du bâtiment néerlandais, qui fut chargé par Frédéric III de développer la zone autour de Kongens Nytorv, notamment en lien avec le canal de Nyhavn qui devait devenir le nouveau port de Copenhague. Ce n'est cependant que lorsque Christian V devint roi en 1670 que Niels Rosenkrantz termina les travaux. Au cours des années suivantes, de nombreuses maisons de ville ont été construites le long du côté nord ou ensoleillé du canal. Le plus ancien, le numéro 9, a été achevé en 1681, probablement par Christen Christensen, le capitaine du port.
Le château de Clausholm (1693-1694) près de Randers a été conçu par l'architecte danois Ernst Brandenburger avec l'aide du Suédois Nicodemus Tessin s'est chargé de l'ornementation de la façade. Les appartements du premier étage plus sophistiqués avec leurs plafonds plus hauts ont été conçus pour la famille royale.
Le premier palais de Christiansborg à Copenhague, conçu par Elias David Häusser et achevé dans les années 1740, était certainement l'un des édifices baroques les plus impressionnants de son époque. Bien que le palais lui-même ait été détruit dans un incendie en 1794, le vaste terrain d'exposition et le manège achevés par Niels Eigtved ont survécu en bon état et peuvent être visités aujourd'hui. Le palais de Fredensborg (1731), la résidence royale sur la rive du lac Esrum du Seeland, avec son exquise Chancellerie, est l'œuvre de Johan Cornelius Krieger qui était le jardinier de la cour du château de Rosenborg. Le parc de Fredensborg est l'un des jardins baroques les plus grands et les mieux conservés du Danemark.
Après le tournant du XVIIIe siècle, le style baroque tardif continua à dominer l'architecture danoise. Parmi les principaux promoteurs de ce style figuraient Johan Conrad Ernst qui a construit le bâtiment de la chancellerie ou Kancellibygningen (1721) sur Slotsholmen et Lauritz de Thurah qui a conçu le palais de l'Eremitage (1734) à Dyrehaven, au nord de Copenhague. Encore plus ambitieux était le travail de Thurah à Ledreborg près de Roskilde, où il est parvenu à réalisé un palais baroque cohérent et de composition équilibrée.

### Rococo

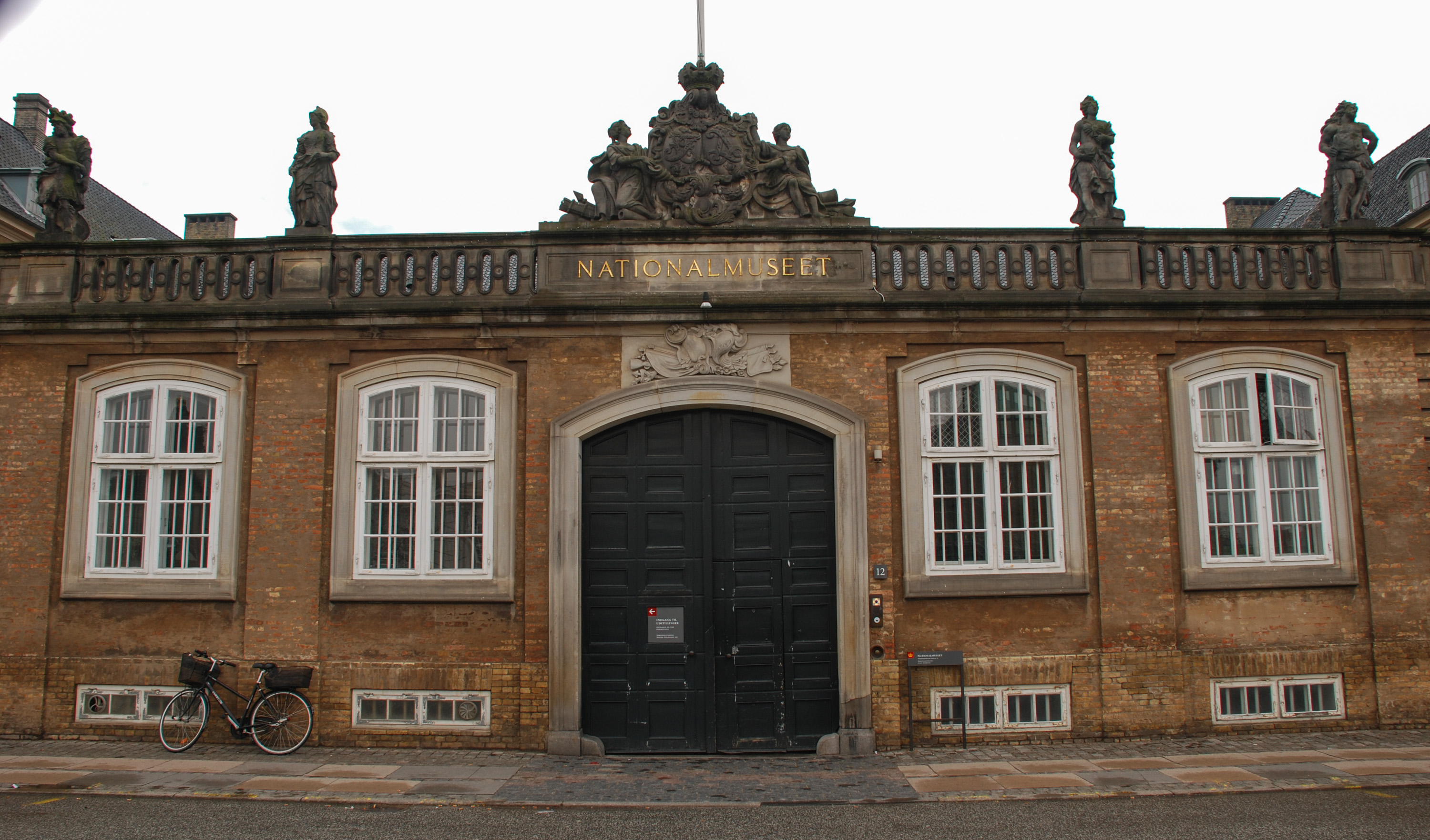
Entrée principale du Prinsens Palæ.

Suivant de près la période baroque, le rococo est devenu à la mode dans les années 1740 sous l'impulsion de Nicolai Eigtved. Jardinier à l'origine, Eigtved a passé de nombreuses années à l'étranger, s'intéressant de plus en plus à l'architecture, et appréciant particulièrement le style rocaille français. À son retour au Danemark, il construisit le Prinsens Palæ (1743-1744) à Copenhague, qui était la résidence du prince héritier Frederick (devenu par la suite Frederick V). C'est aujourd'hui le Musée National.

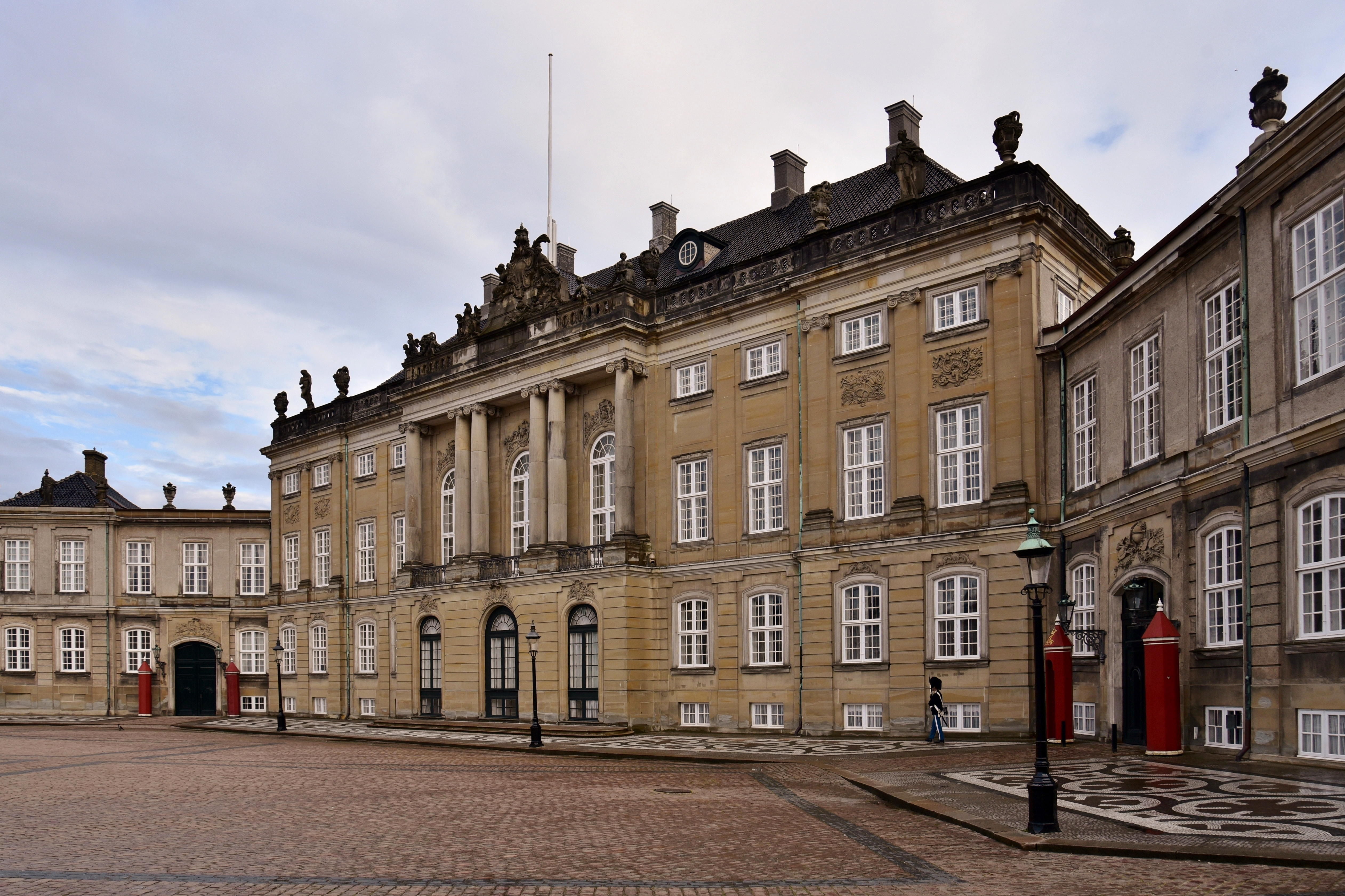
Palais Christian IX à Amalienborg.

Peu de temps après, Eigtved se voit confier des commandes prestigieuses, notamment la conception du quartier Frederiksstaden de Copenhague en 1749, planifié autour de la place strictement octogonale bordés par les quatre palais d'Amalienborg et considéré comme l'un des complexes rococo les plus importants d'Europe. Adam Gottlob Moltke qui, en tant qu'overhofmarskal ou chambellan de Frederick V, était chargé du projet a donné carte blanche à Eigtved, non seulement pour concevoir les principaux bâtiments, mais aussi pour doter le quartier de larges rues rectilignes et de manoirs qui devaient les border. Frédéric V avait voulu imiter les grandes réalisations architecturales et urbanistiques des monarques français. Il n'est donc pas surprenant que la place du palais s'inspire de la Place de la Concorde à Paris, conçue à la même époque. Bien qu'Eigtved soit décédé avant la fin des travaux, d'autres architectes, dont Lauritz de Thurah, ont fidèlement pris sa relève pour exécuter ses plans originaux.
L'l'influence française prédominera durant tout le XVIIIe siècle. Mais vers 1760, ce sont des architectes locaux, formés lors de leurs voyages d'étude, qui viendront remplacer leurs maîtres étrangers. Ainsi, Caspar Frederik Harsdorff (1735-1799) se démarquera par une conception de l'architecture alliant la noblesse à la simplicité des formes. Celui-ci, élève de l'architecte Nicolas-Henri Jardin, avait en effet voyagé en France et en Italie de 1757 à 1764, ce qui lui permit de recevoir des offres intéressantes à son retour au Danemark. Harsdorff s'inspirera de Ange-Jacques Gabriel dans ses réalisations qui comprennent notamment la colonnade d'Amalienborg, le pavillon d'Hercule du Parc Royal, ou encore le Palais Peschier sur le bord du Holmens Kanal. Le principal successeur d'Harsdorff fut l'architecte Peter Meyn (1749-1808), qui conçut l'Académie de chirurgie et la porte du Parc Royal. Meyn se montrait plus souple que Harsdorff et n'hésitait pas à employer la ligne courbe ou à faire usage d'une grande variété d'ornements, tout en prenant le parti de la sobriété. Son architecture le rapproche du style Louis XVI, associé à des réminiscences de la Renaissance italienne.

### Néoclassicisme

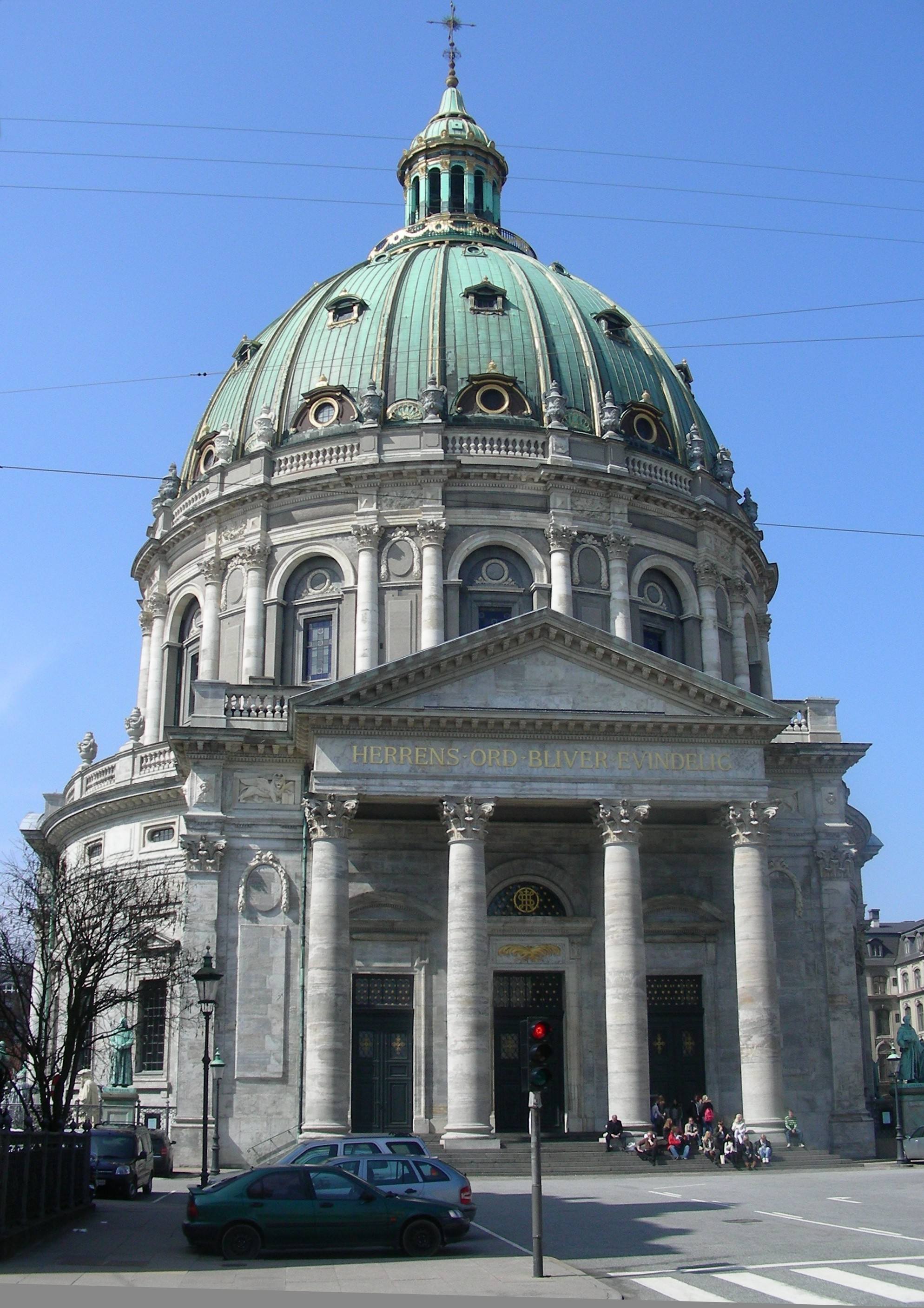
La Marmorkirken.

Le néoclassicisme, en réaction aux excès baroques, a été introduit au Danemark par l'architecte français Nicolas-Henri Jardin. Son compatriote, le sculpteur Jacques Saly, déjà bien établi au Danemark, persuada Frédéric V que Jardin pourrait achever l'église de Frederik après la mort d'Eigtved. Bien que Jardin n'y soit pas parvenu, il réussit à obtenir la commande de plusieurs édifices de prestige tels que le palais Bernstorff (1759-1765) à Gentofte et le palais Marienlyst près de Helsingør.
L'l'influence française prédominera durant tout le XVIIIe siècle. Mais vers 1760, ce sont des architectes locaux, formés lors de leurs voyages d'étude, qui viendront remplacer leurs maîtres étrangers. Ainsi, Caspar Frederik Harsdorff (1735-1799) se démarquera par une conception de l'architecture alliant la noblesse à la simplicité des formes. Celui-ci, élève de l'architecte Nicolas-Henri Jardin, avait en effet voyagé en France et en Italie de 1757 à 1764, ce qui lui permit de recevoir des offres intéressantes à son retour au Danemark. Harsdorff s'inspirera de Ange-Jacques Gabriel dans ses réalisations qui comprennent notamment la colonnade d'Amalienborg, le pavillon d'Hercule du Parc Royal, ou encore le Palais Peschier sur le bord du Holmens Kanal. Le principal successeur d'Harsdorff fut l'architecte Peter Meyn (1749-1808), qui conçut l'Académie de chirurgie et la porte du Parc Royal. Meyn se montrait plus souple que Harsdorff et n'hésitait pas à employer la ligne courbe ou à faire usage d'une grande variété d'ornements, tout en prenant le parti de la sobriété. Son architecture le rapproche du style Louis XVI, associé à des réminiscences de la Renaissance italienne.

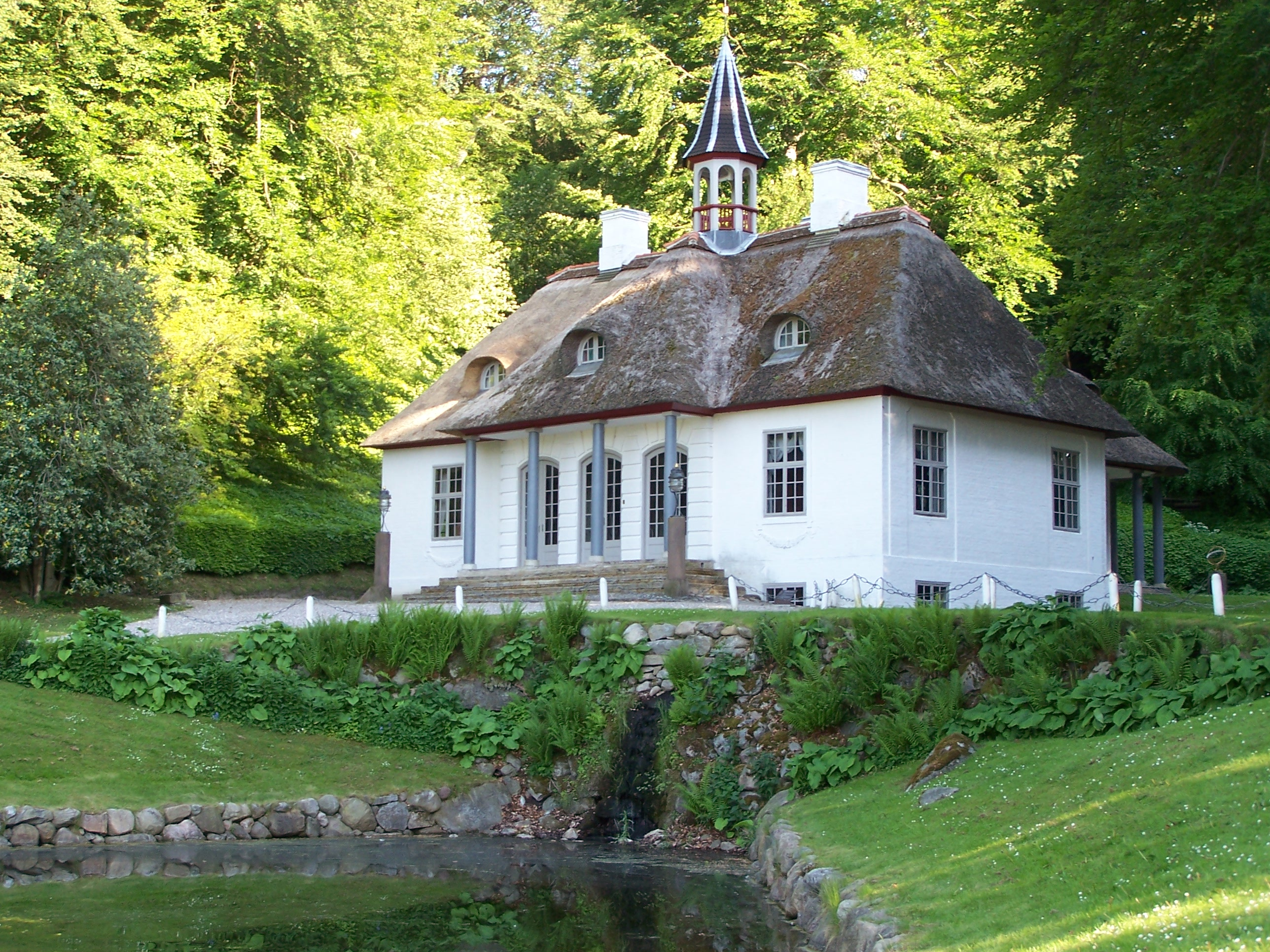
Liselund sur l'île de Møn.

Un autre exemple remarquable de néoclassicisme est Liselund sur l'île de Møn au sud-est du Danemark. Cette assez petite maison de campagne construite dans le style néoclassique français dans les années 1790 a la particularité d'être coiffée d'un toit de chaume. Comme le parc romantique qui l'entoure, la maison est l'œuvre d' Andreas Kirkerup, l'un des plus grands architectes paysagistes de l'époque. Il a été conçu comme une retraite d'été pour Antoine de la Calmette, le gouverneur de l'île, et sa femme, Lise. Le bâtiment est conçu selon un plan en T, comprenant les pièces principales au rez-de-chaussée, le premier étage étant composé de neuf chambres. L'intérieur a probablement été réalisé par le plus grand décorateur de l'époque, Joseph Christian Lilie.

## XIXesiècle

### Néoclassicisme

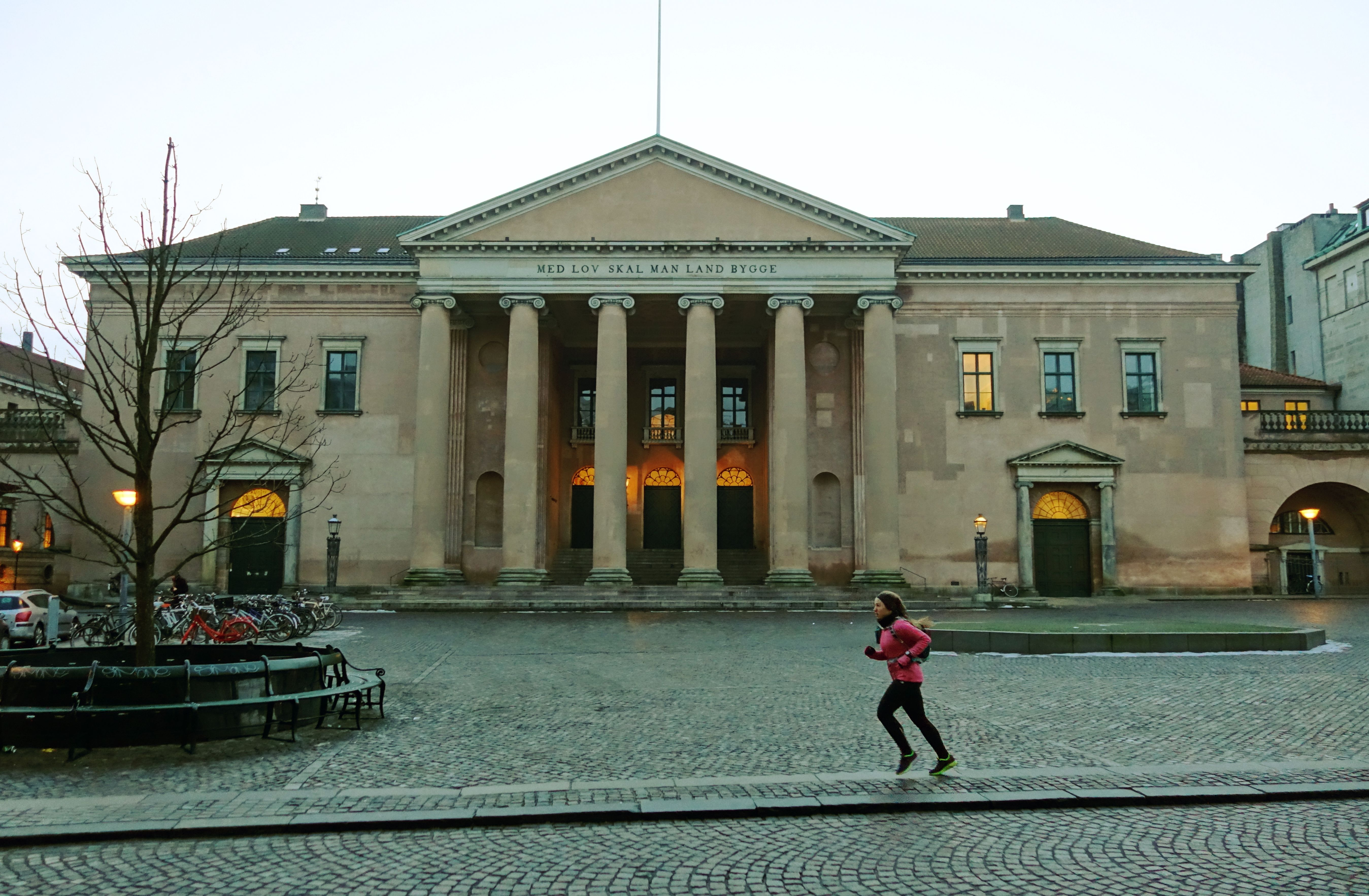
Le palais de justice de Copenhague.

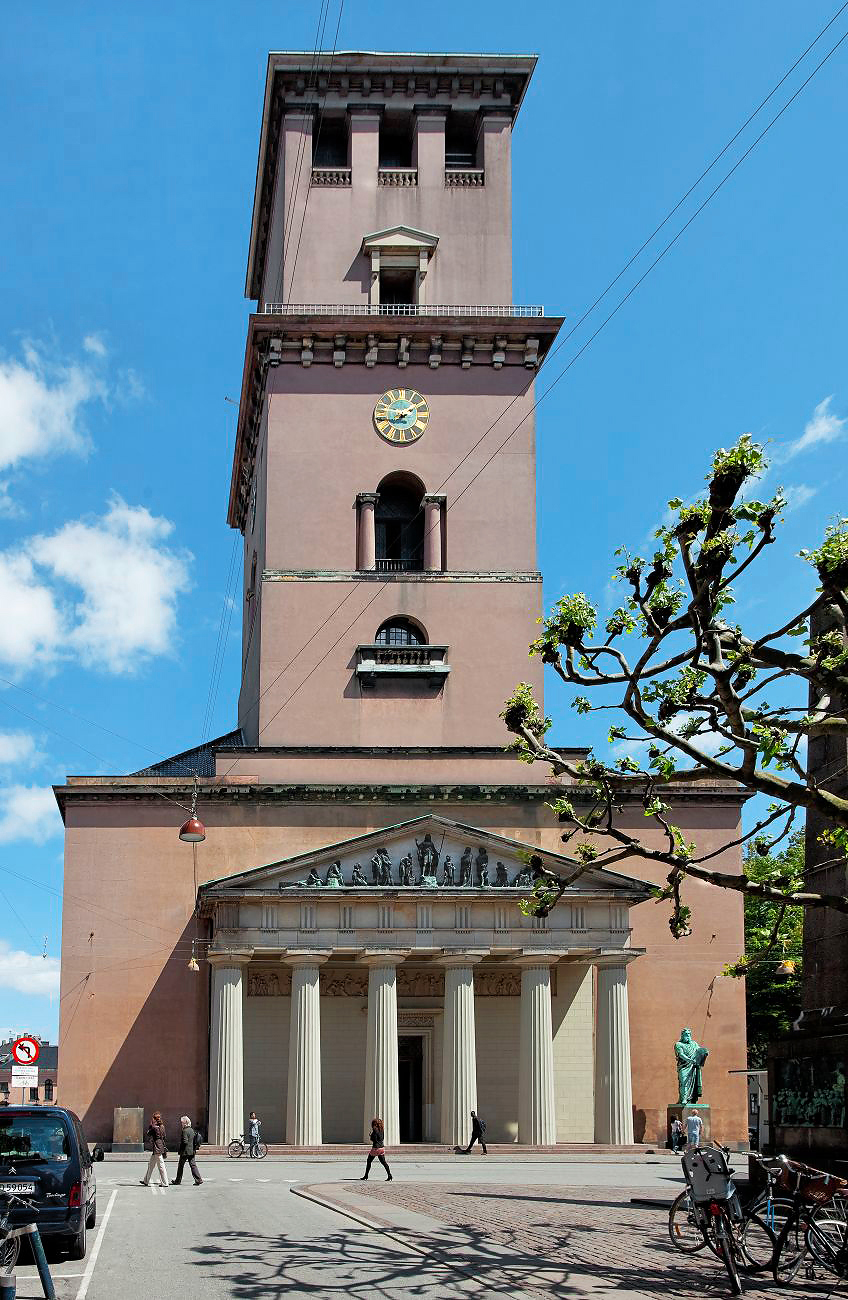
La cathédrale Notre-Dame de Copenhague, construite en 1829.

Après la mort de Hardorff, le principal partisan du néoclassicisme était Christian Frederik Hansen, qui a développé une architecture plus sévère caractérisées par des formes simples et épurées ainsi que par l'usage grandes surfaces nues monumentalisant l'édifice. À partir de 1800, il était chargé de tous les grands projets de construction à Copenhague où il conçut l'hôtel de ville et le palais de justice (1805–15). Il était également responsable de la reconstruction de l'église Notre-Dame et de la conception de la place environnante (1811-1829). Dans cette église, Hansen prit le parti de reconstruire selon le modèle des basiliques paléochrétiennes, dans un style cependant rigoureux, puisqu'il choisit l'architecture de la Grèce antique, dont la manifestation la plus visible est le portique d'ordre dorique qu'il érige en façade occidentale, qui est par ailleurs surmontée d'un lourd clocher de plan carré. La nef, composée d'un seul vaisseau, est dénuée de toute ornementation superflue, formant un cadre idéal pour le Christ et les apôtres de Thorwalden.
En 1800, Hansen fut également chargé de reconstruire le palais de Christiansborg qui avait brûlé en 1794. Malheureusement, il brûla à nouveau en 1884. Il ne reste que la magnifique chapelle qui, avec ses colonnes ioniques, transmet le désir de retrouver l'antiquité.
Michael Gottlieb Bindesbøll est surtout connu pour avoir conçu le musée Thorvaldsens. En 1822, alors jeune, il avait fait l'expérience du classicisme de Karl Friedrich Schinkel en Allemagne et avait rencontré en France l'architecte et archéologue d'origine allemande François-Christian Gau qui l'initia à la polychromie architecturale de l'Antiquité. Son oncle, Jonas Collin, qui était un fonctionnaire actif de l'art et de la culture sous Frédéric VI, a éveillé l'intérêt du roi pour un musée dédié à Bertel Thorvaldsen, le sculpteur dano-islandais, et a demandé à Bindesbøll de faire quelques croquis pour le bâtiment. Les conceptions de Bindensbøll se distinguant de celles des autres architectes, il reçut une commande pour transformer le Dépôt de voitures royales et le Théâtre royal en musée. S'inspirant de l'érechthéion et du Parthénon en tant que bâtiments autonomes libérés de la disposition urbaine traditionnelle des rues fermées, il acheva les travaux en 1848. Il a également incorporé des aspects de l'architecture de l'Egypte antique dans sa conception, tout en fournissant un travail d'une grande originalité. Les lignes sévères et sobres de cet édifices répondent à la fonction double du musée, qui est également un mausolée pour le fondateur du musée, Thorwalden, qui approuva en 1838 le projet de Bindesbøll. La façade est percée de cinq portes monumentales et ne s'orne que d'un groupe en bronze placé au sommet de l'édifice.

### Historicisme

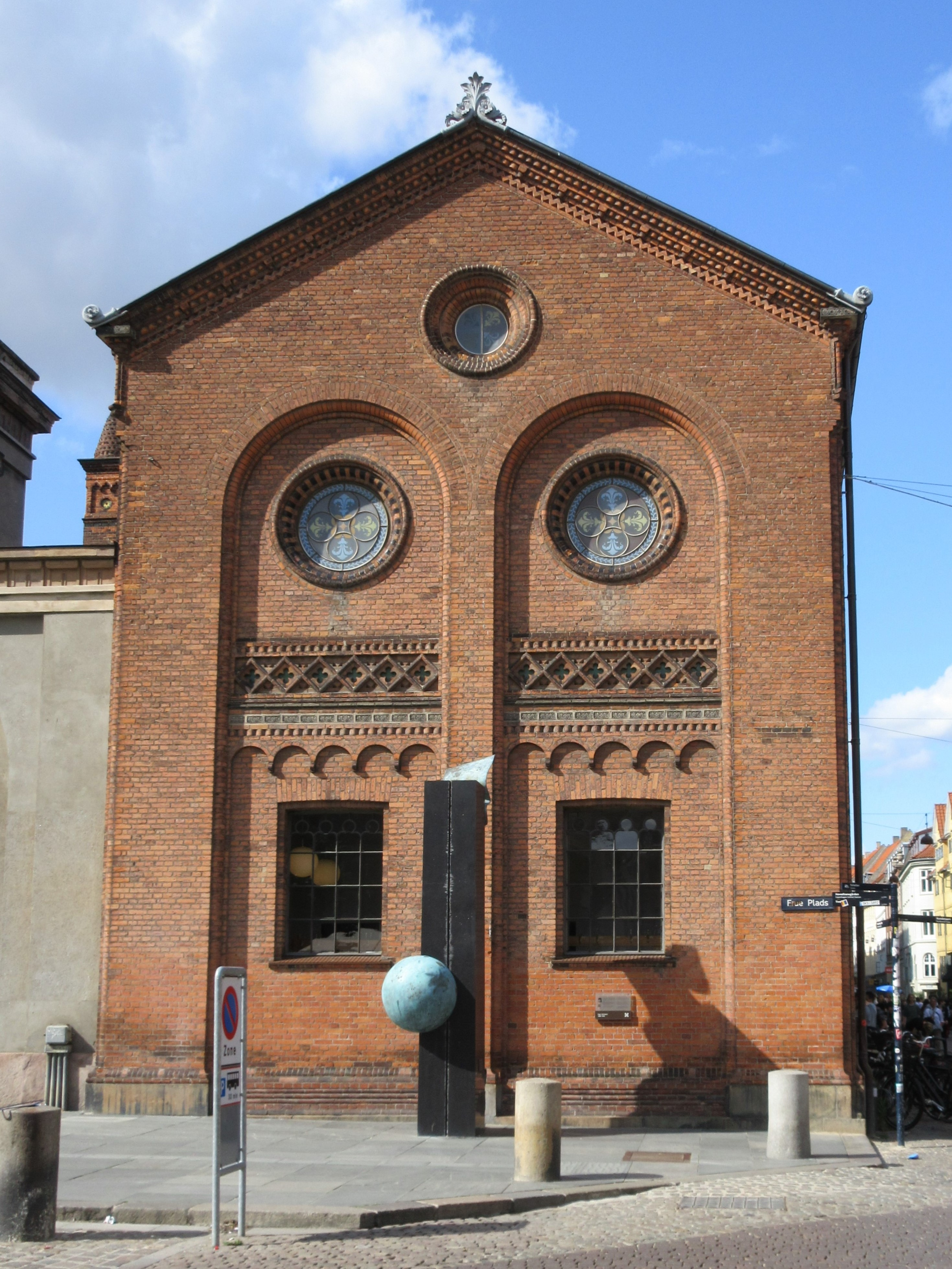
La bibliothèque universitaire de Copenhague.

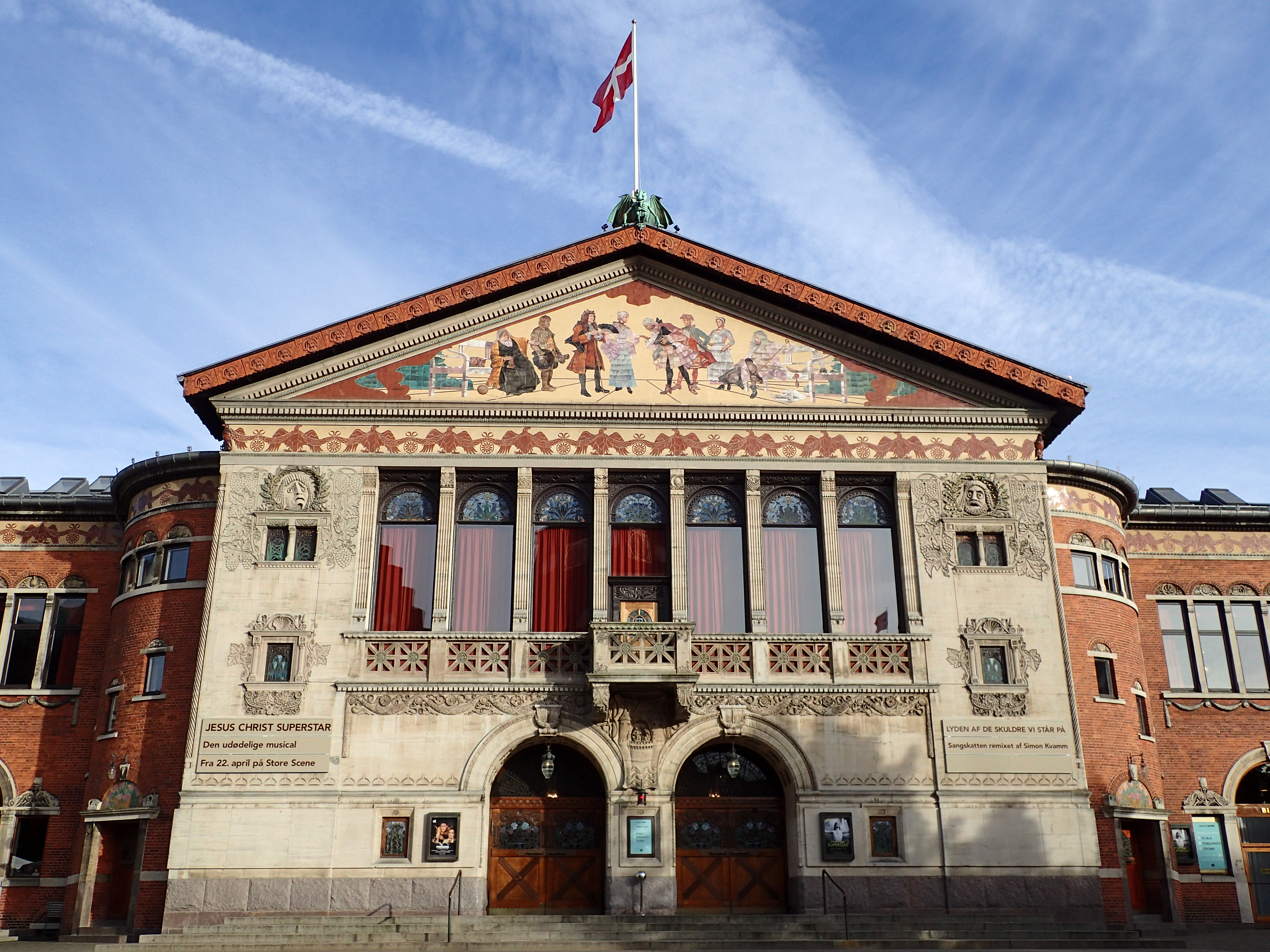
L'Aarhus Teater.

Avec la popularisation de l'historicisme dans la seconde moitié du siècle, une importance particulière a été accordée aux normes qualitatives élevées de l'artisanat et à l'emploi approprié et sincère des matériaux. Cette nouvelle conception peut s'observer dans la bibliothèque universitaire de Copenhague (1861) conçue par Johan Daniel Herholdt et inspirée de l'église Saint Fermo de Vérone. La Renaissance italienne, le Moyen Âge, l'Allemagne deviennent alors de nouvelles sources d'inspiration pour les architectes.
Vilhelm Dahlerup était l'un des architectes danois les plus prolifiques au XIXe siècle. Une grande part du paysage urbain du centre-ville de Copenhague a été façonnée par cet architecte. Ses réalisations les plus importantes comprennent l'Hôtel d'Angleterre de Copenhague (1875) et la Galerie nationale danoise (1891). Avec le soutien de la société Carlsberg, il a conçu la Ny Carlsberg Glyptotek (1897) et un certain nombre de bâtiments aux façades richement ornées sur le site de la brasserie Carlsberg, actuellement en cours de réaménagement.
Ferdinand Meldahl, également partisan de l'historicisme, a achevé la reconstruction du palais de Frederiksborg après l'incendie de 1859 et a conçu le bâtiment du Parlement à Reykjavík, en Islande, alors territoire danois. Cependant, sa plus grande réussite a été l'achèvement de l'église de Frederikà à Copenhague. Le site, conçu à l'origine par Jardin en 1770, était tombé en ruine après l'arrêt des travaux. Les plans de Meldahl différaient considérablement de ceux de Jardin, puisqu'il fit disparaître les tours latérales, diminua la hauteur du dôme et réduisit le nombre de colonnes du portique, passant de six à quatre. L'édifice, communément appelé l'église de marbre, a été achevé en 1894, plus de 150 ans après que Jardin eut élaboré ses plans originaux.

### Style romantique national

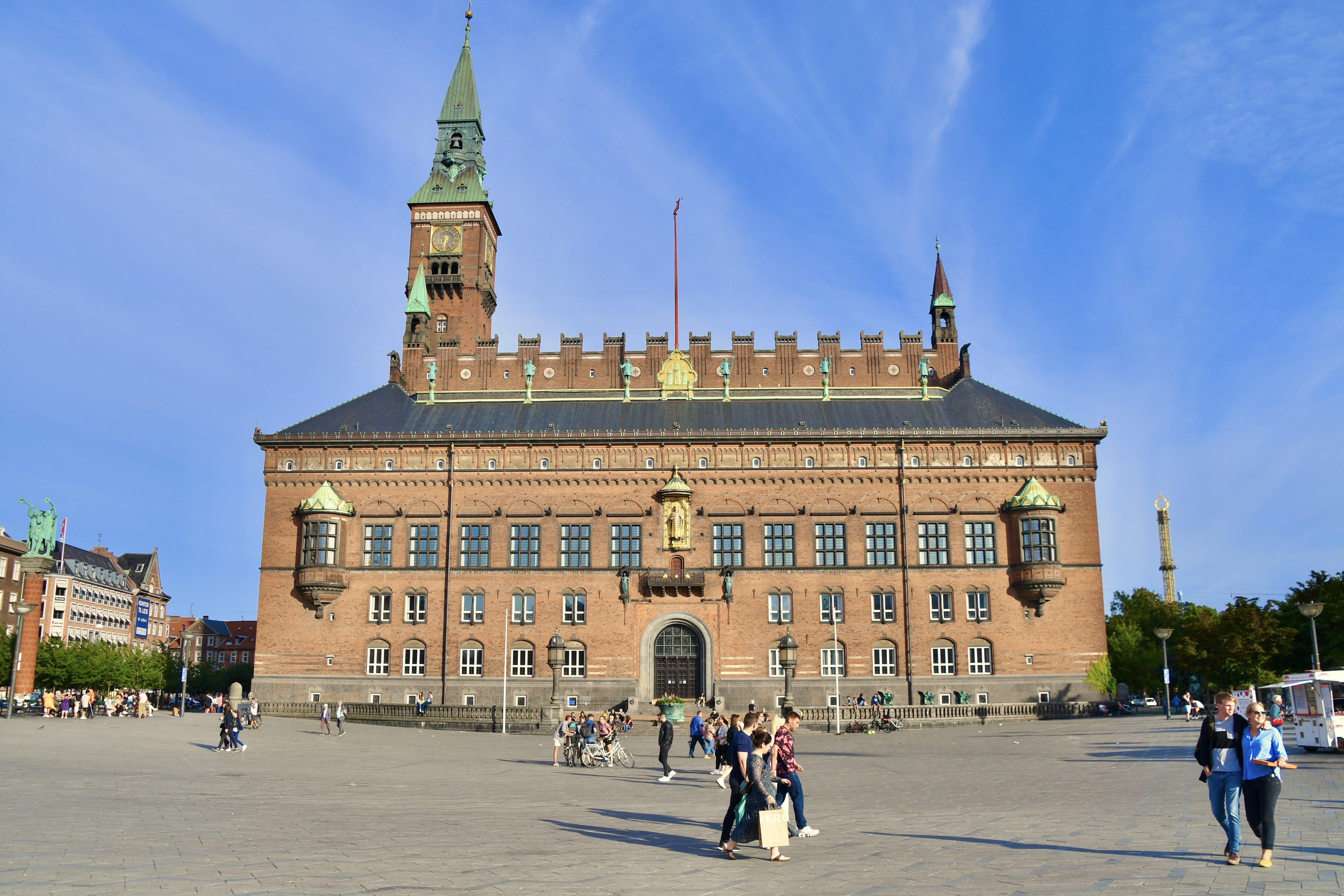
L'hôtel de ville de Copenhague.

Martin Nyrop était l'un des principaux partisans du style romantique national. Sa caractéristique principale était l'emploi de motifs nordiques distinctifs recueillis tant à la Renaissance qu'aux époques antérieures comme le montre clairement l'hôtel de ville de Copenhague qui a été achevé en 1905 (mais dont les travaux commencèrent en en 1893). Il s'inspire toutefois malgré son style de l'hôtel de ville de Sienne. L'alternance de la brique et de la pierre, leur emploi sincère et la mise en valeur de leur matérialité, alors que l'architecture des époques passées privilégiait le plâtrage des murs de brique, comme au Palais de justice et à la cathédrale Notre-Dame de Copenhague. Nyrop tenta au travers de cette œuvre d'élaborer un style proprement national, sans pour autant se soumettre aux styles passés, ce en quoi il innove. Cela se transcrit notamment dans l'ornementation, qui est d'inspiration naturaliste.
Un autre architecte rattaché au mouvement du romantisme national était Hack Kampmann, qui conçut le théâtre d'Aarhus dans le style Art nouveau à la toute fin du siècle.

## xxesiècle

### Classicisme nordique

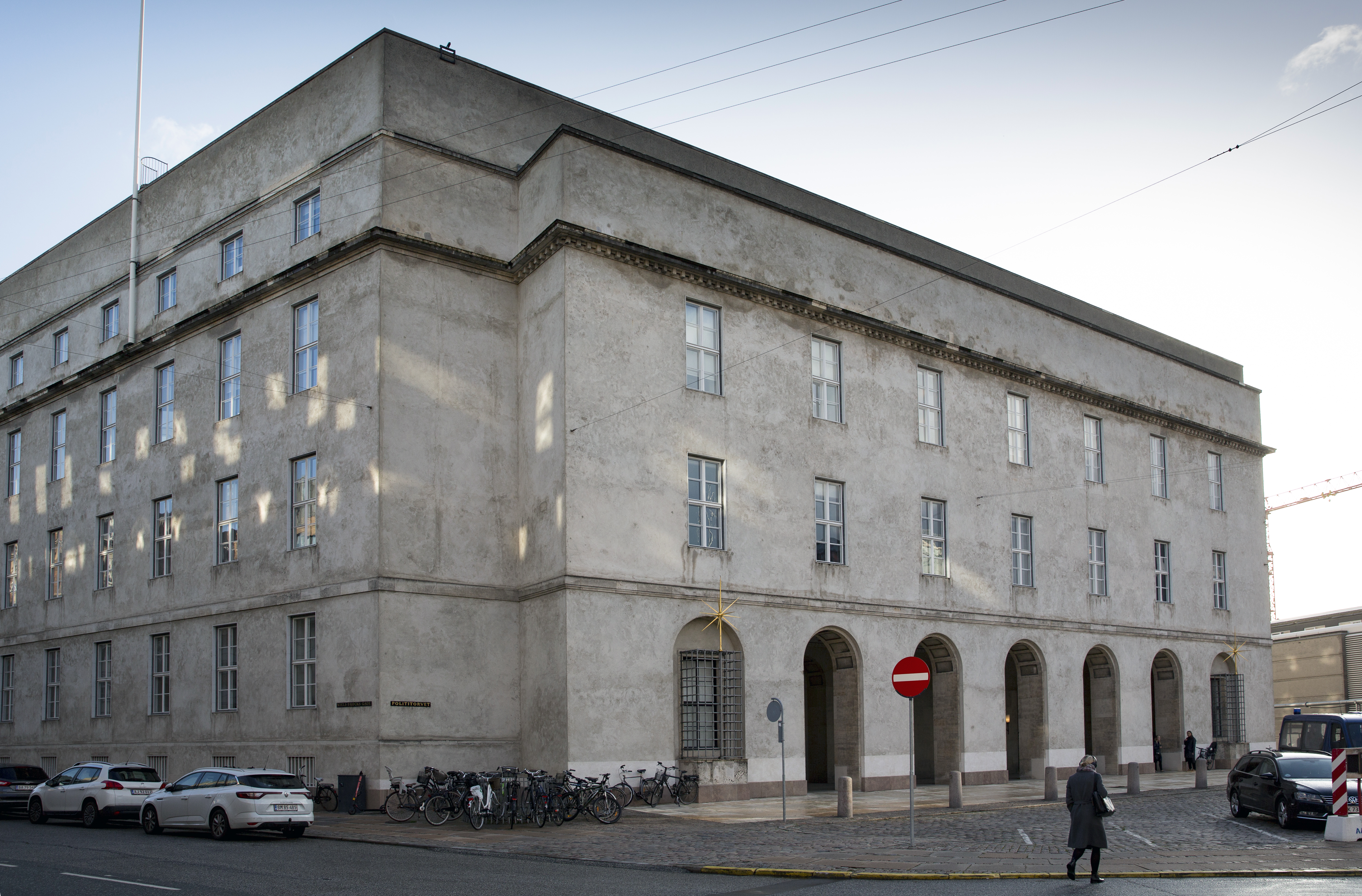
Le quartier général de la police de Copenhague, construit entre 1918 et 1924.

Le classicisme nordique, né dans les années 1910, n'a connu son déclin qu'une vingtaine d'années plus tard, supplanté par le modernisme qui trouvait en Scandinavie un terrain d'expérimentation idéal. Les immeubles d'appartements Hornbækhus de Kay Fisker (1923) et le quartier général de la police de Hack Kampmann (1924) figurent parmi des exemples caractéristiques du classicisme nordique. Son développement n'était pas un phénomène isolé, les architectes se réclamant de ce mouvement s'inspiraient des traditions classiques préexistantes dans les pays nordiques et des conceptions novatrices développées notamment en Allemagne. Il peut ainsi se définir comme une combinaison d'influences directes et indirectes, alliant dans certains cas l'architecture vernaculaire (nordique, italienne et allemande) et un néoclassicisme simplifié et monumentalisé.
Alors que le mouvement a connu son plus grand succès en Suède, un certain nombre d'architectes danois importants, dont Ivar Bentsen, Kaare Klint, Arne Jacobsen (à ses débuts), Carl Petersen et Steen Eiler Rasmussen.  qui firent prospérer ce mouvement au Danemark. Bentsen, avec l'aide de Thorkild Henningsen, a conçu une des premières cités modernes au Danemark, composée de maisons individuelles mitoyennes dans le quartier de Bellahøj à Copenhague. De manière très cohérente, Klint, en collaboration avec Bentsen, a réadapté la conception de l'hôpital Frederiks pour en faire le musée danois d'art et de design. La principale réalisation de Carl Petersen était le Faaborg, musée construit pour abriter les collections d'art de Funen. Steen Rasmussen est surtout connu pour ses travaux d'urbanisme et pour ses contributions au Dansk Byplanlaboratorium (laboratoire danois d'urbanisme).

### Expressionnisme

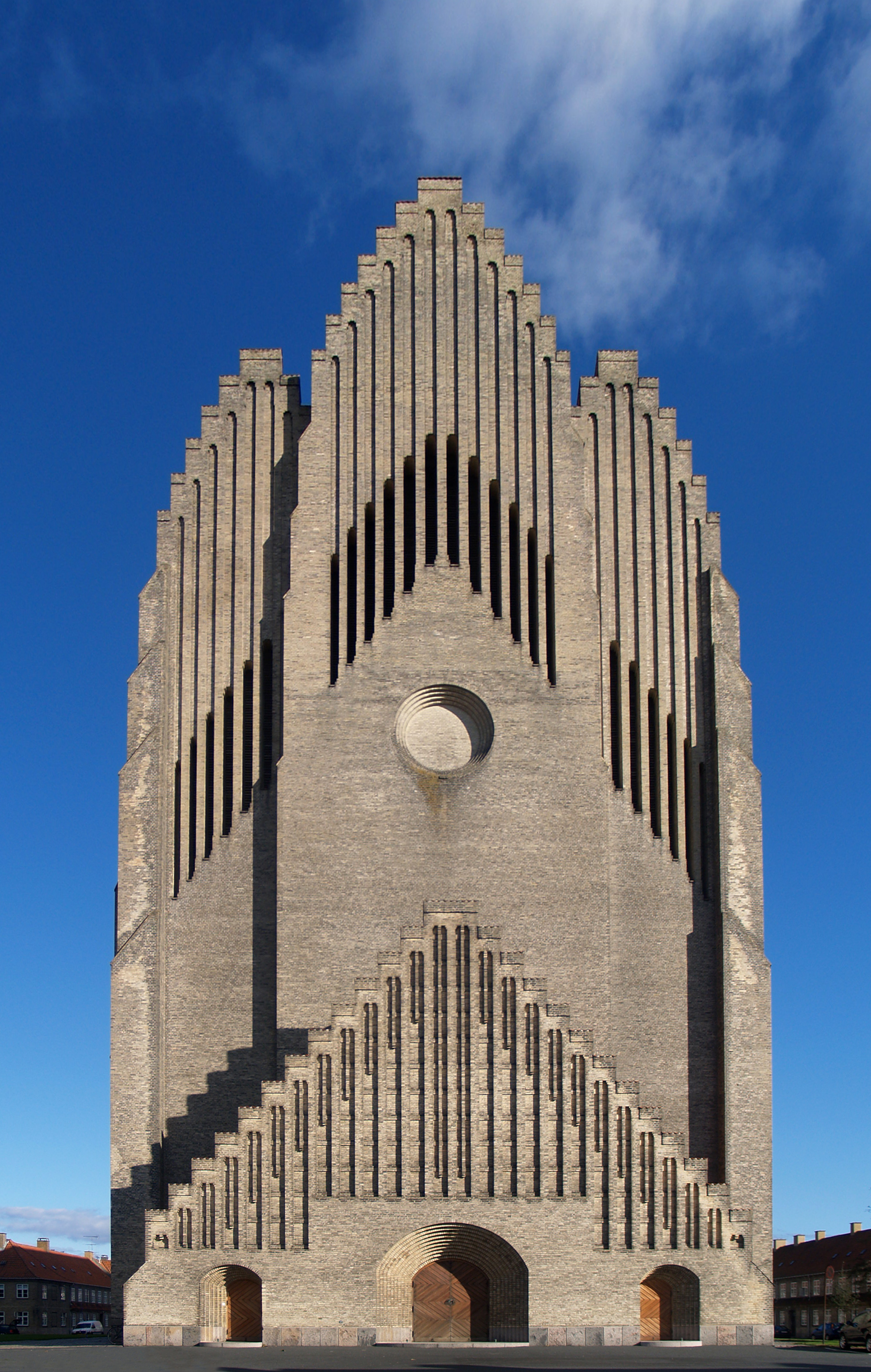
L'église de Grundtvig.

L'église de Grundtvig dans le quartier de Bispebjerg, à Copenhague, porte le nom du philosophe et pasteur danois Nikolai Grundtvig, qui composa également des hymnes faisant désormais partie intégrante de la culture nationale. Cette église a été conçue par Peder Vilhelm Jensen-Klint, ce dernier s'appuyait surtout sur les traditions scandinaves du gothique de brique, et en particulier les simples églises de village danoises ornées en façade de pignons à gradins. Jensen-Klint a combiné les formes géométriques abstraites de l'expressionnisme de brique avec l'élan vertical caractéristique de l'architecture gothique. La construction de l'église a débuté en 1921 mais elle n'a été achevée que par son fils Kaare Klint en 1940, après la mort de Jensen-Klint. La façade ouest de l'église est certainement celle qui lui vaut le plus d'éloges, car elle rappelle le massif occidental roman tout en évoquant un orgue d'église. Jensen-Klint a cependant trouvé son inspiration dans l'architecture néerlandaise, puisque c'est l'influence de l'école d'Amsterdam, courant néerlandais de l’expressionnisme de brique, qui a joué un rôle déterminant dans la composition formelle de cette église.